# 黃金之風
《JoJo的奇妙冒險第五部黃金之風》（日语：ジョジョの奇妙な冒険Parte5黄金の風）為日本漫畫家荒木飛呂彥所著的日本漫畫《JoJo的奇妙冒險》的第五部，自1995年起至1999年止在《週刊少年Jump》連載，收錄於單行本47集至63集之中。本作在2001年、2011年分別推出一部外傳小說，並在2002年推出PS2遊戲《JoJo的奇妙冒險黃金之旋風》。動畫於2018年10月5日在日本開播，而臺灣則於2018年10月6日開播。

## 創作概要與劇情修正
除了在初期登場的第三部主角空条承太郎和第四部的廣瀨康一、以及在故事後期登場的第三部的J‧P‧波魯那雷夫之外，本作品和以前的角色沒有太多關聯，故事也較為獨立。
由於故事的背景為意大利，因此使用了許多義大利語表達方式，例如意大利文中沒有「J」，只是Gio發音等同Jo，因此這一部的JoJo實際上名為「GioGio」。儘管如此，故事中仍然採用很多類似日語的表達方式，例如，淚眼路卡的「友誼的三個 U：不撒謊、不憎恨、尊重」和加丘在意的詞語「掘根掘葉」。而一些義大利語台詞在義大利語原版中聽起來不太自然，例如，梅洛尼的“Di Molto”=“非常”。這些在義大利文翻譯版中都得到了調整。
作者荒木飛呂彥表示，第五部是一部挑戰他嘗試新事物的群像劇，而後半段的故事發展迫使他不得不將團隊而非喬魯諾本人設定為主角。他也表示，這個主題與以往作品不同，明顯標誌著風格上的轉變。他列舉了布加拉提告訴隊友他將背叛老大的場景、阿帕基死亡的場景以及“沉睡的奴隸”尾聲等令人難忘的場景，並稱“沉睡的奴隸”是一部令人難忘的劇集，體現了該系列的精髓，即使在《JoJo》25年的歷史中也是如此。
在連載初期，康一詢問計程車費以及喬魯諾招攬康一乘坐黑車時，週刊中使用的貨幣單位是里拉。但從單行本開始，貨幣單位改為了日元，其他場景也使用日元。TV動畫版的貨幣單位則繼續沿用「里拉」。
而取回波爾波遺產的目的地最初是陶爾米納。但由於連載時設定變更，目的地改為卡布里島。單行本則從一開始就修正為前往卡布里島。
漫畫第49卷中，福葛用「低能兒」(ド低能)一詞辱罵學習不好的納蘭迦，此舉被認為帶有歧視性，在平裝本第31卷中被改為「大白癡」（クサレ脳ミソ）。荒木飛呂彥在平裝本第30卷的後記中提到了此事，寫了一系列可能被解讀為對編輯部不滿的言論，但避免直接表達，他評論道：“惹麻煩只會讓我疲憊不堪，所以現在我還是順其自然吧。”
荒木飛呂彥早期本想在故事中加入米斯達、納蘭迦、福葛或阿帕基其中一人背叛小隊的橋段，最終因為擔心太過黑暗而被刪減了。

## 故事大綱
在上一部的故事後兩年，2001年，廣瀨康一接受承太郎的委託，到義大利尋找DIO的子嗣汐華初流乃，然而他才剛步出機場就被一名金髮少年以開計程車載客的名義騙走行李，事後康一得知，該少年就是他在尋找的汐華初流乃，只是對方不但從黑髮變成了金髮，連名字都改為了「喬魯諾‧喬巴拿」，進而帶出正篇故事。喬魯諾‧喬巴拿童年曾飽受母親的冷落以及繼父的虐待，也曾被其他孩子欺負，這使得喬魯諾一度開始認為自己是個無藥可救的人渣。但在救下一名受傷的黑幫後，喬魯諾開始受到他人的尊重，這讓他有了活下去的理由。於是他夢想成為「流氓巨星」(gangstar，即幫派頭目、黑社會老大)，藉此促使故鄉那不勒斯成為更好的地方，特別是讓年輕人遠離毒品的危害。喬魯諾與當地黑手黨「熱情」的成員淚眼魯卡有了爭執並且殺死對方，因此被「熱情」的小隊長布魯諾·布加拉提追查，而兩人在交戰的過程中，原本處於上風的喬魯諾發現布加拉提痛恨毒品的本質而就此收手，並且表示想藉由說服布迦拉提讓他加入「熱情」組織擊敗老闆，布迦拉提帶他去見了該組織目前正被關押在監獄的幹部波爾波。進入監獄後的喬魯諾被要求接受一項測試，那就是24小時內守護打火機的火焰不能熄滅，以檢驗他是否值得信賴。喬魯諾幾經周折終於從監獄回到了學校宿舍，然而在發現自己的宿舍房間被想奪回護照的康一闖入後只能再次帶著打火機僥倖逃脫，但打火機卻被一名正在打掃的清潔工意外熄滅。喬魯諾心煩意亂，以為自己錯失了機會，就在清潔工重新點燃了打火機的瞬間，波爾波的替身黑色安息日出現了，用一支箭刺穿了清潔工的靈魂將其射殺。隨後黑色安息日試圖攻擊喬魯諾，但喬魯諾摸清了黑色安息日是躲藏在陰影中的替身，相當懼怕陽光，當康一趕到時，兩人聯手引誘黑色安息日進入夕陽中將其徹底消滅。喬魯諾成功通過波爾波的考驗，正式加入了幫派，並被派入布加拉提的小隊中。但喬魯諾因為不滿波爾波利用替身濫殺無辜路人的行為，偷偷地把波爾波的一把槍變成了香蕉，使得吃到香蕉的波爾波被一槍爆頭，慘死監獄。
喬魯諾正式入幫成為布加拉提小隊的一員，然而小隊的另外四人米斯達、納蘭迦、福葛和阿帕基對這個新加入的菜鳥相當藐視，阿帕基甚至往茶壺裡小便然後端給喬魯諾喝，試圖給他一個下馬威。喬魯諾毫不猶豫地一口飲下，並用替身將一顆牙齒變成水母吸收了所有液體。喬魯諾的自信令其他隊員開始對他產生好感。與此同時，布加拉提正對市民們向他呼籲抵制城市中猖獗的毒品交易感到不安。波爾波的死訊很快就在組織中傳開。「熱情」組織的兩名幫派成員馬里奧·茲凱羅和沙雷聽說了布加拉提曾在卡布里島替波爾波忙藏了一筆鉅額贓款，產生了貪念，在小隊前往卡布里島取回贓款的途中伏擊他們，被布加拉提和米斯達先後擊敗。在成功收回並上繳遺產後，布加拉提被提拔為幹部，然而，他的團隊也被老闆指派了任務──護送老闆的女兒特莉休·烏納。並剷除與老闆有嫌隙，且正試圖透過特莉休追查老闆真面目的暗殺小隊成員，幾乎在同一時間，暗殺小隊對布加拉提小隊缺席波爾波的葬禮感到十分疑惑，於是成員之一的霍爾馬吉歐跟蹤開車幫特莉休買東西的納蘭迦，從而導致護送特莉休的任務因此暴露，兩方為了爭奪特莉休開始相互廝殺。小隊帶著特莉休從龐貝城、佛羅倫斯一路前往威尼斯的教堂，最後抵達聖喬治馬焦雷聖殿，在布加拉提要將特莉休交給老闆時，赫然發現老闆只是為了親手殺死特莉休才這麼做──目的是掩藏自己的身份。被激怒的布加拉提試圖與老闆一戰，但因為老闆的替身過於強大而戰死。布加拉提被喬魯諾的替身注入黃金能量後暫時復活，成為了一個活死人，他隨後背叛組織，但由於福葛認為布加拉提為了一個才認識兩天的女孩要與老闆和整個組織為敵無疑是送死，因此除了福葛以外的成員都隨他一同背叛。之後，特莉休也發現了自己的替身能力，並與布加拉提小隊一同作戰。
他們一路對付前來追殺自己的組織幹部和老闆派出的直屬護衛隊，並往老闆的故鄉薩丁尼亞試圖尋找關於老闆身分的線索。在威尼斯，老闆也決定前往薩丁尼亞阻止阿帕基的憂鬱藍調複製他的臉。隨後，老闆轉變成另一個人格「托比歐」來到此地，並與暗殺小隊的隊長里蘇特展開激戰。儘管托比歐擁有預知未來的墓誌銘，卻仍被里蘇特逼入絕境，但在最後一刻，托比歐切換回老闆的人格，並引誘納蘭迦的替身史密斯飛船亂入戰鬥殺死了里蘇特。被里蘇特的替身奪去大量的鐵質導致虛弱不堪的老闆逃過布加拉提和納蘭迦的追捕，偽裝成一名足球少年並用替身成功殺死了阿帕基。儘管阿帕基死前在附近的石頭上印出了老闆和面容和指紋，眾人對老闆的調查仍然毫無頭緒，此時他們接到一個神秘的郵件，寄件者J‧P‧波魯納雷夫聲稱有對抗老闆的方法，於是一行人前往羅馬與這位寄件者會合。然而他們的舉動也被躲在遠處的老闆觀察到，於是老闆命令托比歐跟蹤他們前往羅馬。抵達一個沿海村莊後，一行人遭遇來自老闆派出的特工二人組·喬可拉特和塞可的偷襲。喬可拉特的替身「青春歲月」擁有操縱黴菌的能力，配合塞可將地面液化的替身「綠洲」，會在任何生物向下移動時加速黴菌的生長速度。唯獨布加拉提因為已經是一具屍體，能夠免疫黴菌的攻擊，於是他讓喬魯諾和米斯達前往阻止喬可拉特利用直升機將黴菌傳播到整個羅馬，自己留下來迎戰塞可。喬魯諾在一番激戰後成功殺死了喬可拉特。但喬可拉特聽說這群人正前往羅馬競技場尋求不可阻擋的力量，並在自己死前偷偷透過手機通知了塞可。
布加拉提則是與奔向羅馬競技場的塞可展開了一場追逐戰，他擊破附近的汽車輪胎導致塞可聽力受損，被逼到絕路的塞可打算劫持一旁托比歐做為人質，雖然布加拉提繞過了托比歐成功殺死塞可，但這場戰鬥也給布加拉提早就已經腐朽不堪的身體造成了巨大的影響，失去了視力和聽力，只能透過靈魂感知他人，於是托比歐和老闆將自己的靈魂變化成特莉休的模樣欺騙布加拉提，讓他引導自己前往與波魯納雷夫的會面地點，隨後老闆殺死了波魯那雷夫並奪取他手上關鍵的「蟲箭」，但蟲箭卻刺穿了波魯納雷夫的替身的銀色戰車，使其進化為「銀色戰車鎮魂曲」。所有生物的身體和靈魂都在銀色戰車鎮魂曲能力的作用下被對調，老闆的靈魂躲進米斯達的身體，由於率先注意到鎮魂曲的影子始終與他所在位置相反，了解了替身的弱點是一直在他身後製造影子的光球。於是先是以時刪的能力殺死了納蘭迦，並控制住同樣寄宿在米斯達身體中的特莉休的靈魂，讓緋紅之王擊中光球摧毀了戰車鎮魂曲的一部分的身體並釋放出了蟲箭。然而因為特莉休的反抗，使得老闆一怒之下一拳打穿特莉休。藉著這一拳的力量讓米斯達的身體朝著他射出的箭的方向飛去。老闆再次接住箭企圖直接刺穿緋紅之王的手得到進化，但箭卻只是穿透了緋紅之王的手，原來布加拉提犧牲自己的生命摧毀銀色戰車鎮魂曲的光球殘骸，徹底消滅了銀色戰車鎮魂曲讓一切回歸原狀從而拯救特莉休的性命，喬魯諾繼承了夥伴們的遺志，讓替身最終因為箭而㫒華成為黃金體驗·鎮魂曲，並以此擊倒老闆。故事的最後一幕致敬教父第一集，黑手黨分子親吻喬魯諾的手，表示喬魯諾已成為新任的老大。

## 登場人物

### 布加拉提小隊
以布加拉提為首，原本的成員數為五人，在喬魯諾和護衛對象特莉休加入後成為七人小隊，全員都是替身使者，負責工作是在賭場和餐廳等店面收取保護費。布加拉堤後來得知老闆的目的是打算殺死特莉休，於是率領福葛以外的小隊成員對老闆發起叛變。在布加拉堤戰死、喬魯諾擊敗老闆成為新任首領後解散。
喬魯諾·喬巴拿（Giorno Giovanna）
【少年時期】配音：朴璐美（日本・動作遊戲）；浪川大輔（日本・ASB、EOH）；小野賢章（日本・電視動畫）；宋昱璁（台灣）
【童年時期】配音：藤原夏海（日本・電視動畫）；楊詩穎（台灣）
第五部的JOJO（GIOGIO），是喬斯達家的宿敵——DIO和日本女性所生之子。15歳。因為DIO自頭部以下是喬納森·喬斯達的身體，所以同時擁有DIO和喬斯達家族的基因，頸部也有星形胎記，但沒有繼承吸血鬼的血統，原本的髮色為黑髮，在故事開始前的幾個月突然變成和DIO一樣的金髮。
本名為汐華初流乃（Shiobana Haruno），因為母親和義大利人再婚才將名字改為喬魯諾·喬巴拿。
他童年時遭母親的忽略及繼父虐待，十分悲傷暗淡，某一天他救了一位被人追殺的流氓，使他的生活和心境有所改變，並立志要成為「流氓巨星」。
長大後的喬魯諾在機場詐騙觀光客賺錢，但被騙的康一依然不覺得喬魯諾是壞人。
與歷代JOJO不同，他有著喬納森善良的一面，對於同伴非常溫柔而且絕對不會傷害無辜的旁人；以及DIO殘忍的一面，對於敵人，尤其是草菅人命之人，經常以毫不留情的方式殺死對手。故事最後成為了「熱情」的新任首領。
喬魯諾在義大利語中的意思是白晝，象徵物是瓢蟲（代表好運）。捲髮造型靈感源自大衛像以及日本漫畫《海螺小姐》和《天才妙老爹》。
系列第六部《石之海》設定為黃金之風十年後的2011年，當中講述了DIO的三個兒子，也就是喬魯諾同父異母的兄弟的故事。根據四兄弟的出生日期，喬魯諾是長子。與喬魯諾不同，另外三個弟弟在成長過程中沒有遇到任何對他們產生積極影響的人，導致他們生活悲慘，性格扭曲。三人受命運的指引，聚集在恩里克·普奇的麾下，並成為第六部主角空條徐倫的敵人。但喬魯諾並不在將他們聚集在一起的數字「3」的引力範圍內，因此他沒有出現。在漫畫第13卷中，作者荒木非呂彥補充說“喬魯諾為什麼沒來至今是個謎，但他可能在佛羅裡達的某個地方（第六部的故事發生地），只是因為沒有出現在故事中。”
是作者繼東方仗助之後第二個喜歡的JOJO（GIOGIO），在最喜歡角色中排名第五。
黃金體驗（Gold Experience）
【破壞力-C / 速度-A / 射程距離-E(2公尺) / 持續力-D / 精密度-C / 成長性-A】
人型的近距離力量型替身，但本身的破壞力不高。能賦與被打的物品「生命」、使其變成地球上的動物或植物。能變化的生物以喬魯諾認識、理解的生物為限。喬魯諾能感知用此能力製造出的生物之位置。若敵人攻擊其生物則會將攻擊（或能力產生的效果）反彈回去，但該設定僅於故事初期出現。
若打到人類的身體，則會向對方灌注生命能量，使對方的意識暴衝數秒而無法控制自己的肉體，感覺也會因此被放大數倍而使受到的傷害的痛感加強。以此能力化成的生物，能以喬魯諾本人的意思成長或死去。在與「娃娃臉」對戰的過程中領悟了能將物品變成人體組織以填補傷口的治療手段，但治療過程中疼痛感不會消失。
戰鬥時會喊出跟DIO一樣的「沒用沒用沒用沒用......！（無駄無駄無駄無駄......！）」及「WRYYYYYYYY…（ウリャーーー......）的戰吼。
名稱的由來是美國音樂家王子於1995年的專輯《The Gold Experience》。
北美配音版是由此標題名稱來改稱黃金之風（Golden Wind）。
黃金體驗鎮魂曲（Gold Experience Requiem）
【破壞力-無 / 速度-無 / 射程距離-無 / 持續力-無 / 精密度-無 / 成長性-無】
在故事最終盤，黃金體驗進化為黃金體驗鎮魂曲，外型如同黃金體驗脫皮後的狀態，各方面的能力都遠超過A，擁有系列作中堪稱無敵的能力。有自我意識，能在喬魯諾沒有防備的情況下自己發動防禦和攻擊對手。並透過在跨越時空的空間中與迪亞波羅對話來採取行動。除了原本能賦予生命力的能力外，還能將包括攻擊在內、對手的所有行動歸零，並且消除掉事件的「結果」，而只留下「過程」，使得被命中的對手會一直重複過往的行動，而始終無法達到其目的，永遠地被困在不斷循環發生的「過程」中。另外，標準評估的所有項目均標記為“無”，但這並不意味著能力低，而是無法衡量。
布魯諾·布加拉提（Bruno Bucciarati）
【青年時期】配音：櫻井孝宏（日本・動作遊戲）；杉山紀彰（日本・ASB、EOH）；中村悠一（日本・電視動畫）；李世揚（台灣）
【童年時期】配音：石上靜香（日本・電視動畫）；張乃文（台灣）
布加拉提小隊的首領，波爾波的部下。1980年9月27日生。20歲。留著黑色的鮑伯頭的男子。外表嚴厲內心卻相當溫柔，冷靜沉著頭腦清晰，為部下著想。有著無論面對什麼樣的困難都能分析局勢的優秀判斷力，做到在完美執行任務的同時保護部下，也因此深受部下和鎮上居民信賴。然而在執行任務時會展現冷酷無情的黑幫姿態。
原為那不勒斯一名普通漁夫的兒子，7歲時父母離婚，他放棄跟母親一同前往大城市的機會，選擇留在小漁村陪伴父親。12歲時父親因為目睹毒品交易現場而遭到滅口身受重傷，他殺死了想將父親滅口的毒販，為了尋求庇護而加入組織，在父親過世後更加憎恨毒品的存在，但當他得知組織開始販賣毒品時，對組織抱持著疑問與憤怒但又力不從心，起初以刺客的身分被組織派去追擊殺死內部成員淚眼路卡的喬魯諾，在與喬魯諾交手後，從他的夢想中看見了希望，於是與其結盟並計劃暗中調查組織老闆的真面目。在波爾波死後因為將他私藏的黑錢獻給組織有功，正式升格成為幹部，但同時也代替波爾波接下了護衛老闆的女兒「特莉休」的任務。
在故事中期，他護衛特莉休到老闆的所在地，得知老闆的真意是要殺害特莉休時，認為老闆再次背叛了自己的心而憤怒地背叛組織，隨後便在和老闆的戰鬥中死亡，但因喬魯諾的「黃金體驗」的能力，成為得以行動一段時間的活死人，但感官逐漸遲鈍。他也決定利用這所剩不多的日子，帶著小隊踏上推翻老闆的道路。
於最終決戰中搶先老闆一步破壞了「銀色戰車鎮魂曲」，在留下對喬魯諾的感謝之語後靈魂昇天。
戰鬥時會喊「阿哩阿哩阿哩……Arrivederci（再會了）！」
角色形象源自電影「教父」的維托·柯里昂。其姓氏「Bucciarati」是庫奇達餅（西西里無花果餅乾）的別稱之一。
是作者排名第三個最喜歡角色。
鋼鏈手指（Sticky Fingers）
【破壊力-A / 速度-A / 射程距離-E（2公尺）/ 持續力-D / 精密度-C / 成長性-D】
在身體上有著和布加拉提的服裝一樣的拉鏈的近戰人型替身。戴著一頂頭盔，遮住了上半張臉，頭盔中央飾有一排短刺，類似莫西干頭。能在被打的物體上加上拉鏈，進而接上或分離。其出色的力量和速度使其非常適合直接戰鬥。此外，它還擁有非常多靈活的拉鍊技能。可以利用能力躲藏、增加身體的延展距離或當作口袋收納物品等，甚至能夠利用拉鏈替人縫補傷口和止血。
名稱的由來是英國搖滾樂隊滾石樂隊於1971年的專輯《Sticky Fingers》。
在北美配音版中，此替身具有在被打物體上使用拉鍊使其分離或接上的能力，所以被改稱為拉鍊人（Zipper Man）。
雷奧·阿帕基（Leone Abbacchio）
配音：稻田徹（日本・動作遊戲）；楠大典（日本・ASB、EOH）；諏訪部順一（日本・電視動畫）；梁興昌（台灣）
布加拉提的部下。1980年3月25日生。21歲。有著不太相信别人的性格。但是一旦相信他人就會為其盡心盡力，對布加拉堤相當忠誠。
高中畢業後投身警職，但因為對社會失望而開始收受賄賂，反而間接導致同事的殉職，之後加入布加拉堤小隊，成為將自身命運交由組織全權掌控的「聽話士兵」。起初非常不信任且排斥喬魯諾，在布加拉提小隊一行人前往波爾波的遺產所在地的船上遭到茲凱羅攻擊時，也曾以此為由向布加拉提拒絕使用替身能力。但在無數次戰鬥中逐漸認同他的膽識和覺悟。在布加拉提決定背叛組織時，他第一個站出來參與了背叛行動。
故事中期在薩丁尼亞島追查老闆身分時被老闆偷襲而死，用盡最後的力氣將老闆的長相及指紋刻在石碑上做出了死亡面具。靈魂在瀕死徘徊中獲得殉職同事的諒解，兩條靈魂一同離去。
其名字「Leone」和姓氏「Abbacchio」分別為獅子和羊肉的義大利語。
憂鬱藍調（Moody Blues）
【破壊力-C / 速度-C / 射程距離-A（僅限再生時） / 持續力-A / 精密度-C / 成長性-C】
近戰人型替身。身體由乙烯基製成。可以利用額頭上顯示數字的計時器將特定人物或替身的行動如同影片般的播放。雖然可以完美的重現對方的樣貌，但無法重現會瞬間移動的替身。可以用播放中的人物的樣子欺騙敵人，但弱點是會處於無法攻擊或防禦的無防備狀態。在動畫中，憂鬱藍調登場時會發出類似電話撥號的聲音。
能變成本體的形象，此時替身能夠自由行動，實質上是回放本體的行動，但時間差幾乎為0。
在故事中多是擔任負責追蹤的角色，不是戰鬥型的替身，但作者表示阿帕基是小隊中打架最強的。
名稱的由來是英國搖滾樂隊憂鬱藍調合唱團。
在北美配音版裡，藍調是爵士樂所相關的內容，所以被改稱憂鬱爵士（Moody Jazz）。
葛德·米斯達（Guido Mista）
配音：伊藤健太郎（日本・動作遊戲）；赤羽根健治（日本・ASB、EOH）；鳥海浩輔（日本・電視動畫）；梁群（台灣）
布加拉提的部下。1982年12月3日生。18歲。在小隊中擔任刺客一職，個性活潑直率，人生信條是「單純的活著」，進入戰鬥狀態時就會變得冷酷，對敵人絕對不手下留情，擁有優秀的射擊能力及判斷力，同時也敢於為夥伴犧牲。但非常迷信，基本上很相信神，小時候聽聞鄰居從朋友家的貓生下四隻小貓中挑一隻當寵物飼養，結果被貓抓瞎了眼睛，因此只要扯到4是不祥的數字就會變得很神經質。
在17歲那年目擊企圖強姦女性的流氓，在槍林彈雨中搶來手槍射殺三名流氓，本人毫髮無傷。因情況太過超乎現實所以不被法官所接受，判處15至30年徒刑。之後被愛才的布加拉提花錢保釋出獄，並讓他接受測驗加入組織，因此對布加拉提抱持感激之心，在滾石篇中為了拯救他而捨命從七樓墜落地面，所幸被剛好開車經過的福葛接住。當布加拉提決定背叛組織時，因為相信布加拉提的直覺以及可能會給自己帶來好運而參與了背叛行動。
於最終戰中存活下來並成為喬魯諾的左右手。
是作者排名第七個最喜歡角色。
其姓氏「Mista」是取自義大利語的混和沙拉（Insalata Mista）一詞。
性感手槍（Sex Pistols）
日本配音：伊藤健太郎（日本・動作遊戲）；今井麻美（日本・ASB、EOH）；鳥海浩輔（日本・電視動畫）
台灣配音：梁群（No.1）；喬資淯（No.2）；宋昱璁（No.3）；李世揚（No.5）；楊詩穎（No.6）；張乃文（No.7）
【破壞力-E / 速度-C / 射程距離-子彈擊中的距離 / 持續力-A / 精密度-A / 成長性-B】
由六個小人組成的替身，分別為1〜7號，因為米斯達對4的顧忌而直接跳過了「4號」，每個負責一枚左輪手槍的子彈，可以騎在子彈上改變方向，或用踢擊改變軌道。與其他替身不同，六個小人各有自己獨立的個性，沒吃東西時會抵抗本體的命令不工作，甚至做出偷竊食物等本體完全無法控制的行為而惹出麻煩(如躲在逃離火車的貨車上時，2號和3號偷走貨車司機的漢堡進而導致被發現)。然而也因為此特性，有時在本體幾乎完全失去意識時，小人們還能協助其他夥伴戰鬥(如在火車上協助布加拉提的6號、在直升機上協助喬魯諾與喬克拉特對戰的5號)。
名稱的由來是英國龐克搖滾樂隊性手槍。
在北美配音版裡被改稱為六人子彈（Six Bullets）。
納蘭迦·吉爾各（Narancia Ghirga）
配音：瀧本富士子（日本・動作遊戲）；三瓶由布子（日本・ASB、EOH）；山下大輝（日本・電視動畫）；楊詩穎（台灣）
布加拉提的部下。1983年5月20日生。17歲。擁有和年齡不符的童顏，性格天真無邪，時而脾氣暴躁，因為沒讀完小學的緣故，只要別人將自己的年紀和學歷拿來當成話題就會生氣的揮舞小刀。但對自己重視的人會展現強烈的忠誠心，甚至敢於豁出性命守護。
幼年因為喪母和父親的漠視，讓他開始叛逆、與外頭的混混朋友結伴偷竊，卻因此遭到朋友嫁禍而被送到少年收容所戒護一年，出所後患上眼疾，對於人生感到絕望，流浪街頭時被福葛發現，之後受布加拉提幫助，為報答他的恩情而入隊。
故事中期得知布加拉提背叛組織時一度產生恐懼與迷茫，後從特莉休身上看見自己過去的傷痛，決定跟著布加拉提走上討伐之路，於最終決戰時因為其替身能力對敵人的威脅性而被老闆殺害，但也因此讓喬魯諾等人得知了老闆人格附身於他人的秘密，遺體在戰後被喬魯諾帶回故鄉。在官方外傳小說《不知恥的紫煙》補述喬魯諾以其名義捐款給那不勒斯的一間教會，還為其補辦葬禮。
戰鬥時會喊「波拉波拉波拉……Volarevia（飛吧）！」
其名字「Narancia」是將柳橙的義大利語「Arancia」前加上N組成。
史密斯飛船（Aerosmith）
【破壞力-B / 速度-B / 射程距離-數10公尺 / 持續力-C / 精密度-E / 成長性-C】
螺旋槳戰鬥機型的替身，上面坐著名為「史密斯先生」的駕駛，武器為機槍和爆彈，在必要時可以使用螺旋槳的旋轉來攻擊，雖然外型如同一台玩具飛機，卻擁有不輸一般戰鬥機的殺傷力，除此之外還配備了一個探測雷達，懸浮在納蘭迦的的右眼附近，讓他能夠看到目標呼吸的位置和大小，並在雷達顯示器上以圓形光點的形式顯示出來。探測生物呼出的二氧化碳並加以攻擊，缺點是精密性動作性差，無法顯示該生物的外型，因此只能亂槍打鳥，也會有誤殺其它生物的情況，戰鬥結束後會滑入納蘭迦的肩臂消失。
名稱的由來是美國搖滾樂隊史密斯飛船。
在北美配音版裡被改稱為小型轟炸機（Lil' Bomber）。
潘納科達·福葛（Pannacotta Fugo）
配音：三浦祥朗（日本・動作遊戲）；小田久史（日本・ASB、EOH）；榎木淳彌（日本・電視動畫）；喬資淯（台灣）
布加拉提的部下，16歲，智商152的天才，看似冷靜沉著的外表下，卻有著別於此的暴躁脾氣。
原本是豪門的大少爺，因拿重達4公斤的百科全書毆打教授而被逐出家門（動畫經荒木飛呂彥指示增加教授對福葛性騷擾的劇情），那時的布加拉堤剛好正在想成立自己的小隊，於是招募他成為自己的第一個部下。曾把在街上流浪的納蘭迦帶回小隊，在小隊中負責納蘭迦的教育工作。
故事中期，對於背叛組織的布加拉提，主張「只靠理想是無法在這個世界存活的」，獨自脫離小隊。
在官方外傳小說《不知恥的紫煙》擔任主要角色，作為贖罪他奉新生熱情組織之命討伐毒品小隊殘黨，在事件結束後獲得喬魯諾原諒，重新回歸組織。
其名字「Pannacotta」取自義式奶酪（Pannacotta），姓氏「Fugo」則是義大利語的「解除、退散」之意。
紫煙（Purple Haze）
配音：江川央生（日本・ASB・EOH）；榎木淳彌（日本・電視動畫）；喬資淯（台灣）
【破壞力-A / 速度-B / 射程距離-C / 持續力-E / 精密度-E / 成長性-B】
頭戴羅馬戰士頭盔的近戰人型替身，性格凶暴沒有智能，連本體也難以控制，被認為是福葛兇殘的一面，卻意外有潔癖，能以拳頭上的膠囊釋放病毒，沒有抗體的生物會在感染病毒的30秒內全身腐敗而死，即使本體也無法倖免。病毒在陽光下數十秒就會被殺死失去活性。
名稱的由來是美國吉他手吉米·罕醉克斯於1970年的歌曲〈Purple Haze〉。
在北美配音版裡將此英文名稱改為Purple Smoke。
紫煙破音（Purple Haze Distortion）
【破壞力-A / 速度-B / 射程距離-C→E / 持續力-E / 精密度-E→C / 成長性-B→?】
在官方外傳小說《不知恥的紫煙》中，福葛精神成長後的新能力。雖然能力一樣是用拳頭上的膠囊散布殺人病毒，但成長後的病毒連其他病毒也會吞噬掉，造成越是全力攻擊殺傷力越小、手下留情反而更能殺死對手這種矛盾結果。另外和成長前一樣，福葛也會感染病毒，但不知為何，病毒對自己的影響明顯減弱。
特莉休·烏納（Trish Una）
配音：夏樹莉緒（日本・動作遊戲）；東山奈央（日本・ASB、EOH）；千本木彩花（日本・電視動畫）；張乃文（台灣）
組織老闆的女兒。1985年4月19日生。15歲。是布加拉提小隊保護的對象。是老闆在創立組織前生下的孩子，被認為是知道老闆真實身分的關鍵，捲入了組織內部的紛爭。
故事初期為了保護自己而擺出高傲並且有潔癖的大小姐性格，但隨著冒險而有所成長，甚至開始替夥伴著想，中期開始覺醒替身能力，並與布加拉提小隊一起對抗老闆。
在官方外傳小說《不知恥的紫煙》中透漏在迪亞波羅戰敗後成為一名新人歌手。
其名字取自美國模特特莉許·高夫，姓氏「Una」則是義大利語的「一個」的意思。
辣妹（Spice Girl）
配音：夏樹莉緒（日本・動作遊戲）；東山奈央（日本・ASB、EOH）；千本木彩花（日本・電視動畫）；楊詩穎（台灣）
【破壞力-A / 速度-A/ 射程距離-C / 持續力-B / 精密度-D / 成長性-C】
擁有自我意識的女性替身，因為特莉休與老闆的父女關係，她的外貌也與老闆的替身『緋紅之王』十分相近，可以將任何物品變得柔軟，並且保持物品的整體性，類似橡膠的稠度。任何材料，甚至是金屬或岩石，都會被軟化成相同的狀態。這些物體會獲得類似橡膠或油灰的稠度和彈性，即使被像臭名昭著BIG這樣的強力替身也無法壓碎，也無法被任何力量（包括尖銳物體）刺穿，從而使這些物體實際上變得更加堅韌。甚至可以軟化像子彈這樣的移動物體，使彈體在接觸時只是變平。被軟化的移動物體在恢復正常時仍會保留其動能，這讓特莉休能夠使用原本以為已經被中和的彈體發動突然襲擊。由於彈性，物體在變形時會積聚能量，當恢復正常時，就會產生突然的劇烈反沖。故事中期才登場，但實際在特莉休幼年時期就一直在她身邊，會與特莉休對話，如同朋友關係。戰鬥時會喊出「WANNABEEEE——！」的戰吼，取自於辣妹合唱團於1996年的歌曲〈Wannabe〉。
名稱的由來是英國的辣妹合唱團。其設計靈感明顯來自貓。
在北美配音版裡將此英文名稱改為Spicy Lady。

### 暗殺小隊
黑幫組織「熱情」的暗殺部隊，以里蘇特·涅羅為首，總人數9名。因為工作的性質得不到老闆的信任，而且報酬、地位與工作上的致命性、危險性不成正比。因此想要殺害老闆，並趁機掌控組織毒品交易藉此獲得大筆金錢。為了追查老闆的身分，他們試圖綁架老闆的女兒特莉休。最終全員陣亡。
里蘇特·涅羅（Risotto Nero）
配音：根岸朗（日本・動作遊戲）；黑田崇矢（日本・ASB、EOH）；藤真秀（日本・電視動畫）；梁興昌（台灣）
暗殺小隊隊長，28歲，西西里島出身。14歲的時候，堂哥的兒子被一個喝酒的人開車撞死，而對方則只是草草付了一筆錢了事，但里蘇特依然無法原諒對方，到了18歲時將對方殺死，從此投身黑幫的世界。
在追蹤布加拉提小隊時遭遇了托比歐，因為對方看得見「史密斯飛船」，而認知到他是替身使者並向他發動攻擊。在死鬥的最後，被斬下一隻腳也沒有放棄追擊，因為托比歐的主人格迪亞波羅的計謀而被「史密斯飛船」攻擊，受到致命傷。雖然想要利用「史密斯飛船」和迪亞波羅同歸於盡，卻不敵「緋紅之王」的能力獨自死在「史密斯飛船」的攻擊下。迪亞波羅對他的死表示敬意。
其全名取自墨魚燉飯。
金屬製品（Metallica）
【破壞力-C / 速度-C / 射程距離-5〜10公尺 / 持續力-A / 精密度-C / 成長性-C】
用磁力操作鐵份的群體型替身。外型類似蠕蟲，非常的小、會發出一聲長短不一的「Looooaaaad」（ロオオオ〜ド）的短促叫喊，是存在於本體體內的稀有類型。能力是利用磁力來控制附近的鐵質。能用磁力把敵方血液中的鐵份化為刀片、剪刀等鐵製品，在對方體內進行攻擊。替身在距離他5到 10公尺的地方使用時效果最佳，受到攻擊的目標體內會大量出血，同時會因體內鐵分的減少而造成缺氧、變成無法行動的狀態。也能操作砂中的鐵份覆蓋在體表，形成類似保護色的作用容於周遭的風景中。是兼具攻擊性和隱密性，適合暗殺的替身。被切斷的身體部位，可以利用血液中的鐵份來接起。
名稱的由來是美國的重金屬搖滾樂團金屬製品。
波爾馬吉歐（Formaggio）
配音：岸祐二（日本・動作遊戲）；福島潤（日本・電視動畫）；張騰（台灣）
第一個登場的暗殺小隊成員，口頭禪「真沒辦法啊」。是個性格冷靜的謀略家，對自己的替身被同伴調侃「很無聊」這點毫不在意，也對替身能力也有著最大限度活用。襲擊出外採買的納蘭迦，逼問出小隊藏身的地點。從納蘭迦的行動推敲出「史密斯飛船」的能力。戰敗逃走時被生氣的納蘭迦進行地毯式攻擊而中彈，死前留下了嘲諷的話。
其名字取自起司的義大利語。
小腳（Little Feet）
【破壞力-D / 速度-B / 射程距離-E / 持續力-A / 精密度-D / 成長性-C】
近距離人形替身。可以將被自己食指的刀劃傷的對象慢慢縮小。一旦被施加能力的對象不管逃到哪裡，都會無限的被縮小。能力解除的話會瞬間恢復到原本的大小。若作用對象是自己或死物的話則會瞬間縮小。雖然替身因為本身的破壞力較低且能力平庸，被定義為一個整體較弱的替身，但它擁有足以躲避史密斯飛船機槍火力的速度。食指上的刀刃也能在不縮小目標的情況下將其斬斷。
名稱的由來是美國的搖滾樂團Little Feet。替身外型取自尼可波勒三部曲中的XB2。
伊魯索（Illuso）
配音：根岸朗（日本・動作遊戲）；中井和哉（日本・ASB、EOH）；成田劍（日本・電視動畫）；梁興昌〈ep.10〉→張騰〈ep.12後〉（台灣）
留著多馬尾的男子，性格高傲，看不起波爾馬吉歐的替身能力，在龐貝遺跡等待著喬魯諾等人，一個一個的襲擊小隊成員，將對方引到鏡中。但由於喬魯諾故意感染「紫煙」的病毒再進入鏡中，因而也受到感染。他將感染病毒的手腕切除同時逃到鏡外，卻又感染現實世界的「紫煙」的病毒而病死。
官方外傳小說《不知恥的紫煙》透漏他曾殺害了席菈·卡佩茲特（簡稱「席菈E」）的姐姐，導致席菈E為了報仇而加入熱情組織。
其名字為義大利語的「幻想」之意。
鏡中人（Man In The Mirror）
【破壞力-C / 速度-C / 射程距離-C（在鏡中世界時長達數百公尺（B）） / 持續力-D/ 精密度-C / 成長性-E】
戴著風鏡外型看起來像天狗的近距離人形替身。可以做出「鏡中世界」，以鏡子為出入口進出其中，在世界中除了自己和被拉進去的人以外並沒有任何生物。只有伊魯索許可的對象才可以進入鏡中世界。由於替身的能量集中在建構「鏡中世界」並將目標拉入其中，因此其戰鬥力並不高，也不擅長與其他替身進行肉搏戰。因此必要時會使用鏡子碎片作為致命武器。
名稱的由來是流行音樂天王麥可·傑克森的歌曲〈Man In The Mirror〉。臉部設計靈感源自[[威尼斯面具。
普羅修特（Prosciutto）
配音：臼井孝康（日本・動作遊戲）；寺島拓篤（日本・ASB、EOH）；鈴木達央（日本・電視動畫）；李世揚〈ep.10〉→宋昱璁〈ep.14後〉（台灣）
穿著西裝的金髮男子，與剛進暗殺小隊的新人貝西搭檔，時而斥責、時而鼓勵貝西，讓他的精神面有相當大的成長。他被貝西稱為「大哥」，雖然嚴肅但有著很會照顧人的性格，總是專注於自己的任務，並嚴格遵守小隊的座右銘，有著為了達成目的絕不動搖的覺悟。
普羅修特和貝西奉命追捕布加拉提小隊以及特莉休，試圖查明「老闆」的身份。兩人設法在那不勒斯火車站追上了布加拉提小隊，發現布加拉提正在月台上四處張望。他們分頭逼近布加拉提，普羅修特在月台上行走，貝西則躲在未行駛的火車上，思考所有可能的接近方式。突然布加拉提抓起某樣東西衝進了車廂，但普羅修特追上後卻發現對象卻失去了蹤跡，此時布加拉提小隊正躲在一隻名為Coco Jumbo的運輸烏龜體內，Coco Jumbo的替身「總統先生」 (Mr.President ) 在烏龜殼內創造了一個房間。普羅修特決定使用他的替身壯烈成仁讓火車上的每個人都老化。迫使米斯達從烏龜殼裡出來試圖開啟空調。普羅修特趁著米斯達與貝西對峙時偽裝成一個老人，抓住米斯達使他變老失去戰鬥能力。之後普羅修特斥責貝西在敵人面前解除能力的懦弱行為，為了讓貝西見識一個真正的殺手的覺悟，奪過米斯達的槍並朝他的頭部開了三槍。
普羅修特想起貝西在駕駛室內偵測到了可疑的生命跡象，兩人檢查座位下面看到了動物拉的新鮮糞便。普羅修特讓替身打壞儀表板找到藏身在此的Coco Jumbo和大多數被老化的小隊成員。正當他準備殺死所有人時，布加拉提從天花板上偷襲了他，普羅修特被迫近距離與布加拉提搏鬥。然而，布加拉提因身體劇烈活動導致體溫升高加速了老化。使得普羅修特在體能上戰勝了布加拉提，但布加拉提也預料到這一點，他抓住普羅修特從快速行駛的火車上跳了下去。
為了拯救普羅修特，貝西利用海灘男孩成功勾住了他的手。普羅修特得意地宣示自己的勝利，稱讚了布加拉提的技術和勇氣並打算將他踢下火車。於是布加拉提放開自己的手，讓替身鋼鍊手指出拳逼迫普羅修特防禦，實際上是攻擊海灘男孩的釣線，透過反彈攻擊能量讓普羅修特的手脫離了釣線，普羅修特摔出車外卡在列車的底部。但卻信守諾言。垂死之際依然沒有解除替身能力。貝西在見到他的「覺悟」後有所成長。普羅修特痛苦地目睹了貝西與布加拉提的戰鬥，並趁機撥通了梅洛尼的電話，告知了他兩人的所在位置。不久後，他最終因傷勢過重而死。
在單行本的替身介紹內，本體名稱記載的是「普羅修特大哥」。其名字是義大利語的火腿。
壯烈成仁（The Grateful Dead）
【破壞力-B / 速度-E / 射程距離-可覆蓋一整輛列車/ 持續力-A / 精密度-E / 成長性-C】
全身長滿無數眼睛的替身。它形狀似人形，但只有上半身沒有下半身，用兩隻像腿一樣的粗手臂行走。纜線狀的觸手從其軀幹橫截面垂下。可以使生物老化，直接碰觸時效果更強。可對本體使用，本體也可以自由解除。衰老效果是無差別的，甚至連嬰兒都會受到影響，對體溫低的生物效果較慢。可以用冰或其他材料冷卻身體來防止老化。由於它將精力集中在衰老上，因此替身本身難以快速移動。
名稱的由來是美國搖滾樂隊感恩至死。
在北美配音版裡將此英文名稱改為The Thankful Death。
貝西（Pesci）
配音：西村朋紘（日本・動作遊戲）；福松進紗（日本・ASB、EOH）；木村昴（日本・電視動畫）；梁群〈ep.10〉→梁興昌〈ep.14後〉（台灣）
暗殺小隊的新人，在故事開始前不曾殺過人，與普羅修特搭檔，經常遭他斥責精神面的懦弱。貝西和普羅修特在那不勒斯火車站跟踪布加拉提小隊，但在布加拉提抓著東西奔上火車後，兩人發現布加拉提小隊失去了蹤跡普羅修特決定使用他的替身壯烈成仁讓火車上的每個人都老化。貝西則在空調按鈕設置誘餌，然後撤回到酒吧車廂靠冰塊防止壯烈成仁帶來的衰老效應，當米斯達試圖啟動空調時，貝西察覺到並用海灘男孩的釣線勾住米斯塔的手，試圖挖出他的心臟。然而米斯達讓性感手槍設法摧毀了貝西用來保命的冰塊，他在驚慌失措下不小心解除了替身能力，差點被米斯達擊倒，所幸偽裝成老人的普羅修特的介入救了他。但也再次因膽怯而被普羅修托斥責，並目睹普羅修特射中米斯達的頭部。在普羅修特的鼓勵下，貝西終於找到藏匿布加拉提小隊的運輸烏龜Coco Jumbo，但隨後遭到布加拉提的偷襲。當普羅修託與布加拉提戰鬥時，貝西被普羅修特奉命殺死布加拉提小隊遭到老化的成員，但隨即被布加拉提一腳踢暈。布加拉提在戰鬥中因為老化導致體力不及與普羅修特，於是拉著普羅修特一起跳下火車。貝西醒來後，發動了「海灘男孩」去救普羅修特。他注意到重量減輕了，本以為普羅修特贏了，但很快就意識到手的位置和重量有誤。並且車上的乘客正在逐一解除老化，正當貝西認為普羅修特已經死亡而瀕臨絕望之際，衰老效應再次出現。貝西發現重傷的普羅修特卡在列車的底部。但卻信守諾言在垂死之際依然沒有解除替身能力。在目睹普羅修至死不解除替身的「覺悟」後蛻變為冷酷的暗殺者。向布加拉提發起挑戰。貝西控制海灘男孩的魚線試圖追擊布加拉提，在鉤子幾乎已經要刺中心臟時。布加拉提攻擊釣線分離自己的身體和心臟。讓貝西徹底追丟了布加拉提的蹤跡，貝西擔心對方試圖殺死普羅修特，於是停止了追擊試圖阻止火車繼續行進。最後與從火車上下來的布加拉提展開正面對決。
貝西為了替普羅修特報仇。用海灘男孩的鉤子直擊布加拉提的心臟。然而鋼鍊手指一把拽住釣線，綁住了貝西脖子後將其折斷。死亡之前想帶著烏龜中的喬魯諾等人同歸於盡，因而行為激怒了布加拉提（原本布加拉提認同貝西有著「崇高的精神」，看到這幕後表示他「只是個墮落的卑鄙小人而已」）。被「鋼鍊手指」的能力在全身裝上拉鍊，身體四分五裂後被一旁的河水沖走部分軀體而死。
其名字取自義大利語的魚。
海灘男孩（Beach Boy）
【破壞力-C / 速度-B / 射程距離-依據釣魚線距離 / 持續力-C / 精密度-C / 成長性-A】
釣竿狀的替身。搭配一個恐龍頭骨形狀的捲軸，象徵著死亡。魚線和魚鉤可以穿透目標以外的一切，並從內部切斷被捲住的目標。也可以正面攻擊對手的心臟。此外，它還能透過魚鉤感知周圍環境以及目標的生命徵兆。一旦被捕獲，即使試圖切斷魚線，衝擊力也會沿著魚線傳遞回被捲住的人身上，因此很難逃脫。替身本身並非獨立存在，其威力和精準度很大程度上取決於貝西自身的力量和技巧。但被引誘的對手會因為棍棒的彈性而損失大量力量，因此除非實力差距懸殊，否則貝西很少會在力量的較量中落敗。
名稱的由來是美國搖滾樂隊海灘男孩。
在北美配音版裡，由於貝西所使用的替身類似於一位漁夫，被改稱為好漁夫（Good Fisherman）。
梅洛尼（Melone）
配音：木內秀信（日本・動作遊戲）；野島健兒（日本・ASB、EOH）；間島淳司（日本・電視動畫）；喬資淯（台灣）
暗殺小隊成員，打扮中性。口頭禪是「Dimolto（非常）！」。性生活扭曲，對女性表現出異常的痴迷。用在列車上採取到的布加拉提的血液追蹤一行人，抓住了布加拉提和特莉休且一度令喬魯諾陷入瀕死狀態。在喬魯諾發覺自己「能修復破損肉體」的能力後被反敗為勝。其替身「娃娃臉」被利用摩托車追蹤並擊破。本體也遭到喬魯諾用替身的殘骸製造的毒蛇追踪咬死。
其名字取自義大利語的瓜。角色的形象靈感來自威尼斯面具。
娃娃臉（Baby Face）
【破壞力-A / 速度-B / 射程距離-A / 持續力-A / 精密度-取決於學歷 / 成長性-取決於學歷】
主要形態是一台配備軌跡球的筆記型電腦，梅洛尼可以將一小瓶DNA樣本插入其中。電腦底部伸出一張大臉，偶爾還會露出四肢。值得注意的是，娃娃臉是一般人可以看見的。由從個人電腦長出手腳形成的控制器以及採取目標的血液分析遺傳因子後，以女性為媒介出生的「孩子」兩體構成的實體化替身，會本能地殺死血液的主人。能力是把目標切割成許多碎塊，並重新組合成不同形狀。也可以將這種能力應用於自身，複製任何物體的外觀，並與環境融為一體。娃娃臉的性格源自於其“母親”，並在梅洛尼的“教育”下逐漸形成。為了對付布加拉提小隊，梅洛尼選擇了一個性情暴躁的女性做為“母親”，並表現出了這種性格特徵。但缺點是由於溝通方式類似網路聊天室，讓梅洛尼很難理解戰況，另外一旦之前沒事先教育好替身，在賦予獨立行動的自立心而轉化為「自動操縱型」時，替身會出現無視甚至反抗創造他的本體的情況。
名稱的由來是美國巨星娃娃臉。
加丘（Ghiaccio）
配音：西村朋紘（日本・動作遊戲）；鈴木達央（日本・ASB、EOH）；岡本信彥（日本・電視動畫）；宋昱璁〈ep.10〉→李世揚〈ep.16後〉（台灣）
暗殺小隊成員，帶著眼鏡的捲髮男子，性格暴躁，有著對自己夥伴及能力的強大自信。修復了在幹部貝利可羅自殺現場附近發現的照片殘骸，並斷定布加拉提小隊正要前往威尼斯。並襲擊了正開車前往聖露西亞車站獅子雕像前取回OA-DISC和喬魯諾和米斯達。在與米斯達一戰時分析出對方想法，顯示了其理性及觀察力的一面。他用白色相簿在自己身上結了一層厚厚的防彈冰，並開始降低車內溫度。等喬魯諾和米斯達注意到的時候，米斯達的臉已經凍得貼在車窗上了。之後他從車內現身並用冰塊困住了米斯達的性感手槍。但隨後喬魯諾和米斯達聯手。米斯達射出的子彈被黃金體驗觸碰到，子彈化為樹根，穿透冰層，將加丘趕出車外。加丘隨即召喚出白色相簿做了冰甲套裝裹在身上開始追趕車子。當米斯達準備再次開槍時，加丘打開後車箱爬了進去，抓住米斯達。喬魯諾只能將車開進海裡，告訴米斯達逃往目的地。然而，加丘卻在落海的瞬間用冰製造出一道路，米斯達讓喬魯諾製造苔原草，並將其做成一塊滑板，在冰上滑行以達到目標。加丘見狀被迫暫時撤掉冰道並一拳打在水面上，企圖把米斯達凍死在海裡，米斯達射殺了幾條魚讓加丘分神；隨後朝著他唯一的弱點-後頸的換氣孔射了開槍。但此時加丘也亮出了他的絕技『白色相簿無聲哭泣』。他凍結了部分空氣，讓子彈反彈回擊中米斯達。
加丘開始搜索周圍區域。搶在喬魯諾等人之前，在聖露西亞車站附近的獅子雕像內成功搶到了DISC，隨後他準備了結米斯達的性命，但喬魯諾朝他們噴灑了一些血液，使得無聲哭泣的弱點顯露出來。幫助米斯達利用反彈再次擊中加丘的頸部，加丘也封住了換氣孔，並在防護服內儲存了冷凍空氣，使他能夠呼吸。繼續使出無聲哭泣把子彈不斷反彈到米斯達身上，米斯達則把血潑在加丘的頭盔上遮蔽其視線。朝加丘的臉開了數槍。將他進一步推向用子彈擊中損壞的燈柱所分裂出來的尖刺。但加丘隨後將他的血液凍結，加強了支撐力。把最後一顆子彈反彈到了米斯達的額頭上。就在加丘確信自己已經獲勝時，喬魯諾介入拯救米斯達並用黃金體驗反覆將加丘踢向尖刺，最終刺穿了脖子將他徹底殺死。
其名字取自義大利語的冰。在2018年出版的書籍JOJO的奇妙冒險App「第五部恐怖角色」投票中，加丘獲得了第七名。在2019年「最令人印象深刻被擊敗的敵人」投票中也獲得了第二名。
白色相簿（White Album）
【破壞力-A / 速度-C / 射程距離-C / 持續力-A / 精密度-E / 成長性-E】
這是一種罕見的替身，使周圍環境急速冷卻至低溫，並將本體包覆著的白色盔甲。它可以利用極低的溫度瞬間凍結並粉碎敵人、周圍物體，甚至敵方替身，還能凍結地面，並以滑冰的方式高速追擊對手。無論周圍溫度如何，替身內部都能保持適當的溫度，外部則非常堅固，可以輕鬆抵擋「黃金體驗」的衝擊和子彈，甚至能夠凍結拳頭，使其成為一個相當強大的對手。任何傷害都會迅速恢復，如果停用該能力，則會瞬間融化。唯一的盲點是後頸上的洞，它起到了通風口的作用，但可以透過凍結空氣、吸入空氣然後融化來消除通風口。還可以凍結空氣並在自身周圍形成無數冰牆，使用一種名為「無聲哭泣」的防禦技，用來反射子彈等攻擊。
名稱的由來是披頭四的專輯《白色專輯》。
索爾貝（Sorbet）、傑拉德（Gelato）
配音：佐佐木義丞人（日本・電視動畫）（索爾貝）
暗殺小組的一對搭檔，在故事開始的兩年前因為追查老闆身分的行動曝光，受到老闆懲罰。索爾貝活生生的被切成36段，而傑拉德則被綁在一旁，在目睹了整個過程後因極度恐懼和絕望，將用來封口的布吞下窒息而亡。索爾貝的屍塊被做成藝術品寄給暗殺小組，讓暗殺小隊明白「對老闆的反抗代表了什麼」。他們的死引發了暗殺小組對老闆怨恨，導致他們試圖找到老大的女兒，以揭開他的身份。
動畫進一步展現了他們的性格。伊魯卡調侃說他們是一對情侶，自從失踪以來可能在某個地方發生關係。里蘇特則提到兩人都為錢所迫，索爾貝甚至尤其不會錯過任何致富的機會。他總是確保在暗殺任務後出現並領取自己的那份。當團隊意識到他們一定試圖找出老大的身份時，伊魯索對此並不感到驚訝。
在短篇小說《在冰淇淋融化之前》(Prima che il Gelato si Sciolga)，對兩人的性格進行了詳細的闡述。雖然他們的替身能力沒有被展示，但也明確提到了他們都有替身。索爾貝特是一名技藝高超的刺客，由於在軍隊服役，因此有著精湛的槍法以及熟練的駕車技術，儘管他是個情緒化、脾氣暴躁的人，甚至由於其個性被人形容像是「千層麵」。但索爾貝對她的搭檔傑拉德有著特殊的感情，完全信任傑拉德在策劃暗殺方面的判斷，並願意追隨他進行任何魯莽的行動。傑拉德則擅長情報收集和策劃。他擁有一個獨特而廣泛的信息網絡，這為他提供了大量目標人物的個人信息，從他們的職業、住址到性取向和最愛的甜食無所不包。他將這些資訊儲存在腦海中，並能流暢地回憶起來，這使他成為調查和滲透的專家。雖然兩人最初抱怨團隊的薪水低，但在一次組織指派的暗殺任務中，他們意識到自己的動力並非金錢，而是無法忍受被老闆看不起或當作可隨意使用的工具。這種憤慨最終促使他決定反抗老闆。但最終卻惹來了殺身之禍。
其名字分別取自法語的雪酪與義大利語的冰淇淋。二人組的死亡方式很可能致敬了《教父》）系列小說中路卡·布拉西謀殺兩名敵對黑手黨成員的事件，其中一人被活活砍成碎片，另一人吞下布慘死。

### 老闆親衛隊
史克亞羅（Squalo）
配音：木内秀信（日本・動作遊戲）；森訓久（日本・ASB、EOH）；前野智昭（日本・電視動畫）；張騰（台灣）
與提查諾搭檔一同於威尼斯裡襲擊布加拉提小隊，一度抓走昏迷的喬魯諾，目睹提查諾替自己擋下攻擊而死，試圖殺死心急追趕的納蘭迦，遭其反殺而死。
其名字取自義大利語的鯊魚。
衝擊（Clash）
【破壞力-D / 速度-A / 射程距離-B / 持續力-A / 精密度-A / 成長性-C】
遠距操縱型替身，外形類似機械鯊魚，頭部兩側各有一隻眼睛，中間則有一隻大眼睛。可以被史克亞羅從遠處精確操控，在任何水體或液體間移動，進行攻擊或運送東西，但無法進入存於封閉空間的液體中，體型隨水面積而變。當它在酒杯中時，大約有一條小魚那麼大，但在威尼斯的運河中游泳時看起來會比獨木舟還要大。由於破壞力只有D，衝擊是很弱小的替身，但它能夠出現在任何液體中用牙齒撕下目標的身體部位，這使得它非常適合進行偷襲。
名稱的由來是英國龐克樂團衝擊合唱團。設計靈感來自古代的盔甲魚。動畫中衝擊的BGM似乎受到了電影《大白鯊》主題曲的啟發。同時《大白鯊》也是作者荒木飛呂彥第二喜歡的恐怖電影。
提查諾（Tizziano）
配音：石野龍三（日本・動作遊戲）；津田健次郎（日本・電視動畫）；喬資淯（台灣）
與史克亞羅搭檔一同於威尼斯裡襲擊布加拉提小隊。因替史克亞羅擋下攻擊而死。
其名字取自義大利畫家提齊安諾·維伽略。
臉部特寫（Talking Head）
【破壞力-E / 速度-E / 射程距離-B / 持續力-A / 精密度-E / 成長性-E】
遠距離操作型替身。外形像是個半人半章魚的生物，大小與人類舌頭相當。能依附在人類舌頭上，使對方說出違心之論。若中招者想依靠其他方式，如寫字或比手畫腳等傳達原意，其文字將會變的意義不明，行為也遭扭曲。寄生時可以稍微伸長舌頭抓住東西，一旦被抓住或者把舌頭切下來就無法逃脫。
名稱的由來是美國新浪潮樂團臉部特寫。其設計靈感源自章魚吸盤和外星幼蟲。
卡爾涅（Carne）
配音：阪口大助（日本・電視動畫）
獨自在機場襲擊布加拉提小隊，在未發一言的情況下於機場被米斯達開槍打死，死後發動其替身。
其名字取自義大利語的肉。
聲名狼藉先生（惡名昭彰的B・I・G）（Notorious B.I.G.）
【破壞力-A / 速度-∞ / 射程距離-∞ / 持續力-∞ / 精密度- E / 成長性-A】
藉由本體死亡的怨念能源而現身的自動型替身，以任何類型能量為食，雖然替身沒有視力，但可以探測周圍的運動，從而優先攻擊範圍內運動速度最快速的物體，吞噬目標的肉體與替身後成長自身體型。在本體卡爾涅還活著時短暫現身的樣貌看起來像戴著條紋半面具的肥胖男子。卡爾涅死亡後，聲名狼藉先生會重新復活，緩慢感染任何接觸過其使用者遺骸的人，吞噬血肉和能量來長成一個軀體。這時它的外型變成一具戴著條紋半面具黏稠的血肉軀體，發育出兩條小肢和一條尾巴。獲得先前形態的眼睛和面具，身體和肩膀上長出裝甲帶，手臂末端長出輪狀的微型「手」。聲名狼藉先生只要找到能量源，即使只剩一小塊也能從瀕臨毀滅的狀態中完全恢復，這使得它幾乎不可能被擊敗。在吸收了足夠多的物質後，經歷了第二次變形則會變成一個體型更大的怪物，大到足以填滿整個飛機客艙的尾端，由於本體已死，所以無行動距離限制，也無法消滅。被特莉休擊落後墮入海中，不停追逐海浪和途徑船隻。
名稱的由來是美國饒舌歌手聲名狼藉先生。
在北美配音版裡被改稱為狼藉追跡（Notorious Chase）。
喬可拉特（Cioccolata）
配音：石野龍三（日本・動作遊戲）；内田直哉（日本・ASB、EOH）；宮內敦士（日本・電視動畫）；梁興昌（台灣）
本為醫生，是個獵奇殺人狂。34歲，完全缺乏人類應有的良知、道德、倫理和罪惡感。年少時以義工為名，於安老院折磨長者並迫使他們自殺。成為醫生後亦不斷製造醫療事故，目的是要觀察他們受折磨的苦況。主線劇情開始前兩年，在一次手術後因故意殺死病人而被解僱。後來加入組織，因手法殘忍而遭迪亞波羅鄙視和禁錮，於逼不得已情況下被其釋放並狙擊喬魯諾等人。實際上他打算在消滅布加拉提小隊後試圖殺死老闆並取而代之。其後為了消滅布加拉提小隊不惜以替身進行無差別攻擊，威脅到羅馬全居民的生命，最終遭喬魯諾利用米斯達的子彈重創腦部後施以瘋狂連打，而被轟進垃圾車中陣亡。
其名字取自義大利語的巧克力（陰性名詞）。
青春歲月（綠D）（Green Day）
【破壞力-A / 速度-C / 射程距離-A / 持續力-A / 精密度-E / 成長性-A】
近距離力量型替身，其頭部和頸部有無數根管子類似仙人掌，用於噴灑替身黴菌。這種黴菌具有即使下降到比目前位置稍低的位置也會迅速繁殖的特性，導致在無痛腐爛的狀態下摧毀被感染者的肉體。如果有人降低自身高度，例如撿起東西或躺在地板上，就會成為黴菌的受害者。海拔越低，黴菌傳播速度越快；躺在地板上的人幾秒鐘內就會被黴菌吞噬，而彎腰的人則可能需要更長時間才能死亡。可以透過繼續從目前位置移動到更高位置來阻止黴菌的生長，但由於黴菌本身是活體，因此很難用黃金體驗進行治療，消滅它的唯一方法是擊中喬科拉特的本體。黴菌用於攻擊時會以驚人的速度生長，最快只需數秒便可致人死亡，攻擊範圍更是以受害者屍體為媒介無限擴大，體現了喬可拉特殘酷無情的本性。儘管黴菌可以侵蝕任何生物，但它不會在死物或原本就不存在的物質上生長，而且被黴菌感染的生物一旦死亡，侵蝕作用就會停止。因此，黴菌並沒有在已經是屍體的布加拉提身上生長。此外由於黴菌是生物，因此也無法侵蝕替身。青春歲月的另一個隱藏能力是可以讓喬可拉特將黴菌植入到自己被切斷的肢體和身體部位內自由地控制四肢，透過這種技術，喬可拉特可以隱藏在狹窄的空間裡用斷肢偷襲對手或展開全方向攻擊。
名稱的由來是美國龐克樂團年輕歲月。
賽可（Secco）
配音：臼井孝康（日本・動作遊戲）；下野紘（日本・ASB、EOH）；KENN（日本・電視動畫）；梁群（台灣）
喬可拉特當醫生時的神秘病患，口齒不清。實際上卻擁有超越常人的五感以及智力，可以把自己的聽力當作聲納，即使在地下也不會迷失方向。與喬可拉特共同加入組織並搭檔，擁有敏銳的聽覺關係良好，喜歡吃方糖，討厭弱者。在喬可拉特戰敗後，便對其產生了蔑视的態度，試圖擊敗老闆，取代他成為最高統治者。並展现出自己極為高强的實力。在被布加拉提擊潰至走投無路之時挾持偽裝中的托比歐，被鋼鍊手指擊穿後掉進垃圾車裡而死。
其名字為義大利語的「乾燥」之意。
綠洲（Oasis）
【破壞力-A / 速度-A / 射程距離-B / 持續力-A / 精密度-E / 成長性-C】
近距離威力型替身，和白色相簿一樣是罕見的全身套裝外型，能將周圍的一切化為泥土。將路徑上的一切吞噬在液化的地面中。賽可會透過潛水的方式將敵人和物體拖入液化的地面，或將其液化摧毀。此外，如果移動一定距離，液化的物體會再次凝固，因此塞可會將液化的岩石含在嘴裡，像雨點一樣噴灑出來作為遠程攻擊的手段。據說這是賽可自身「原始天賦」的直接體現，可以用肘部擊打地面使其化為泥土，然後利用後座力發動拳擊，這使得他能夠以超越布加拉提「鋼鍊手指」的力量和速度發動猛攻。當與喬可拉特自身的能力結合時，才能充分發揮其真正的價值。
名稱的由來是英國搖滾樂團綠洲合唱團。

### 組織基層組員
路卡（Luca）
配音：濱野大輝（日本・電視動畫）；梁興昌（台灣）
組織成員，右眼曾在打鬥中受傷後淚流不止，而得到「淚眼路卡」的稱號。在機場收受保護費時被喬魯諾的替身能力反擊而死。
馬利歐·茲凱羅（Mario Zucchero）
配音：石野龍三（日本・動作遊戲）；高橋伸也（日本・電視動畫）；宋昱璁（台灣）
熱情組織成員，出身羅馬，從同伴沙雷口中聽到波爾波遺產所在地後，丟下沙雷搶先突擊布加拉提小隊。祖凱羅設法找到了布加拉提小隊。在與他們交鋒之前，他先用替身柔軟機器放掉納蘭迦的氣，並將他的身體藏在管道裡，然後以同樣的方式把福葛、米斯達和喬魯諾抓走，但喬魯諾把納蘭迦的鞋子變成蒼蠅，幫助了阿帕基的替身憂鬱藍調在管道中追蹤納蘭迦，最終柔軟機器攻擊憂鬱藍調，把阿帕基抓走。認為勝券在握的茲凱羅用無線電呼叫沙雷，並以小隊成員的性命威脅布加拉提說出波爾波藏寶的地點。然而布加拉提早就觀察到阿帕基奧雖然用拳頭擊打船壁，但血卻沒有流進船艙，因此看穿了茲凱羅以能力用另一艘船包覆小隊乘船，從而製造在船上隱藏的空間後，用拉鍊打開了遊艇的船體把遊艇弄沉，迫使茲凱羅露出第二艘遊艇，茲凱羅試圖把阿帕基作為人質，被布加拉提伸長了鋼練手指的手臂從遠處毆打戰敗。最後小隊的其他人用釣魚線吊起茲凱羅被拉鍊分離的頭，並戴上眼鏡把陽光聚焦到他的眼睛裡。米斯達、福葛和納蘭迦甚至跳了一場盛大的黑幫搖對其施展酷刑。
在官方外傳小說《不知恥的紫煙》中，敗於毒品小隊成員馬希莫之手，並被他的替身能力操縱去妨礙福葛小隊的偵查，被席菈E攻擊後爆體身亡。
其姓氏取自義大利搖滾創作歌手蘇奇洛·福爾納查理，同時也是義大利語的糖。
柔軟機器（Soft Machine）
【破壞力-A / 速度-C / 射程距離-E / 持續力-A / 精密度-D / 成長性-E】
近距離人型替身。手裡拿著一把像短匕首一樣的劍，被刺傷的目標會像氣球洩氣般壓扁，並在失去意識和行動能力後拉到極小的空間裡。也可以把相同船的放氣後覆蓋在另一艘船上，讓本體隱藏在兩層之間，並且不被察覺到。能力用於偷襲特別有效。然而因為的射程明顯不足的緣故，使其無法在寬廣的地方戰鬥。
名稱由來是英國音樂團體Soft Machine。
沙雷（Sale）
配音：木內秀信（日本・動作遊戲）；石川界人（日本・電視動畫）；李世揚（台灣）
熱情組織成員，茲凱羅的同夥，比茲凱羅更加謹慎。幹部波爾波死後，兩人討論了波爾波可能藏有大量寶藏，而布加拉提是最有可能知道此事的黑幫成員。茲凱羅急於奪取寶藏，跳下仍在行駛的汽車，留下目瞪口呆的沙雷獨自駕駛。茲凱羅在遊艇用替身抓獲除布加拉提以外的5名成員，喜孜孜地透過無線電通知沙雷布加拉提團隊正搭乘帆船前往卡布里島。沙雷決定先搭乘摩托艇直奔島上的大港與茲凱羅會合。然而在碼頭，沙雷聽無線電管理員提到「茲凱羅先生」的緊急呼叫。因此心生懷疑，從後門秘密進入無線電室。發現這是喬魯諾和米斯達設法引出敵人而設下的圈套後迅速逃出房間，但米斯達射擊玻璃打中了他的右小腿。於是他躲在停在外面的一輛卡車上，操控貨車司機當作誘餌等待著米斯達，米斯達發現司機並非敵人，便朝站在卡車頂上的沙雷頭部開了一槍，但替身手藝工作帶走子彈的動能凍結在沙雷的頭骨。在射出的子彈都被輕鬆地擋開之後，米斯達試圖逃離卡車，但發現到自己被黏在了車把上。司機也被困在駕駛位置，米斯達只好設法把沙雷趕下車，不料沙雷憑藉蜿蜒的道路和拋擲出去凍結的鵝卵石後攀爬回車頂。同時他還透過敲擊子彈積蓄動能使得米斯塔腹部中彈。就在沙雷打算再敲擊另一顆子彈終結米斯達的性命時，米斯達的替身性感手槍劫持了子彈並一分為二，其中一顆子彈碎片正中米斯達先前射進沙雷頭骨的子彈，穿進了腦袋將其擊敗。
在官方外傳小說《不知恥的紫煙》中，與毒品小隊成員維特里奧交戰，死於其替身『洋娃娃匕首』的能力之下。
其名字取自義大利語的鹽巴。
手藝工作（Kraft Work）
【破壞力-A / 速度-A / 射程距離-E / 持續力-C / 精密度-E / 成長性-E】
近距離人型替身，可以從替身接觸的任何東西中帶走動能完全帶走物體的動能，將其凍結在原地，沙雷曾以凍結動能阻止子彈穿透他的頭骨。也可以為之前凍結的物體新增更多的動能，使其再次移動。從而以與真槍匹敵的力量發射子彈。然而，為了保持準確性並防止對手預測它會飛向哪裡，他必須小心輕輕地敲幾次物體。就地凍結的物體數量沒有限制，缺點是外力仍然可以移動該物體，因此停在沙雷頭部的子彈可以被第二顆子彈推得更深。
名稱由來是德國樂團發電廠樂團。

### 組織領導層
迪亞波羅（Diavolo）
配音：宮本充（日本・動作遊戲）；森川智之（日本・ASB、EOH）；小西克幸【青年時期】配音：齊藤壯馬（日本・電視動畫）；張騰（台灣）
本作最終反派，黑手黨組織「熱情」的老闆及創立者。組織內部統稱「老闆」。即使在組織內部，他的真面目也成謎，完全保密。同時他也使用過許多化名。自稱「帝王」，用大量財富、權力、神秘和恐怖支配著整個組織，他認為自己過去的經歷可能會損害他的地位和榮耀，因此隱瞞並抹去了所有線索和調查手段，因此無人知曉他的真實身份。他甚至沒有告知組織高層，並將任何試圖探索他真實身份的人視為叛徒，並毫不留情地將其消滅。叛徒的屍體被用作儆效尤的手段，以遏制任何背叛。有著嚴重「多重人格障礙」，另外一人格是「威尼卡·托比歐」。
個性極為謹慎，組織內部沒有任何人見過「老闆」的真面目，僅會交代信任的左右手來辦事，但即便他將絕密任務交給幹部，如果他認為保密是首要任務，他最終也會命令他們自殺或下令處死，以噤聲並防止信息洩露。
迪亞波羅出生於1967年（動畫版為1965年）。他的母親過去兩年一直被關押在義大利女子監獄。據她母親所述，父親「兩年多前因病去世」。由於無法在監獄中長大，因此被母親家鄉薩丁尼亞島的一位神父收養，並在那裡生活到19歲。當時周圍的人都認為迪亞波羅「膽小笨拙但很直率」。他與繼父關係良好，並表示自己將來想成為一名水手，繼父尊重他的意願。1986年，迪亞波羅與一名女子約會，那名女性名為多娜提拉·烏娜，當時她正在薩丁尼亞島旅遊。迪亞波羅使用假名“索利特·納索”與她交往，繼父目睹了一切，打算在自己的房間旁邊加建一個車庫，想給迪亞波羅買一輛車作為禮物，卻意外發現捆綁埋在房間的地板下，還有一絲氣息的迪亞波羅的母親。之後發生了什麼不得而知，但那天晚上，他的家鄉被大火吞沒，迪亞波羅被列為死者之一。實際上他殺死了母親、繼父以及島上的居民，假裝自己已經死亡，藉此逃離了薩丁尼亞島。同年，迪亞波羅參與了埃及遺址的兼職挖掘工作，意外發現了六支可以激發替身能力的“箭”並將其偷走。他將其中五支高價賣給了DIO的手下恩雅婆婆，剩下的一支則用來擴充他的組織。之後他創立了「熱情」組織（Passione），並成為幫派頭目。然而在建立起組織根基後，他因為毒品帶來的高額利潤解除了販毒禁令，為整個歐洲帶來了災難。自1986年以來，法國的毒品犯罪數量增加了20多倍。使得波魯納雷夫為了追查毒品隻身前往意大利調查，但迪亞波羅憑藉著掌控整個意大利社會的強大組織力，以及自己的替身能力，徹底將波魯納雷夫逼入絕境並擊敗了他。
自迪亞波羅失踪後。多娜提拉也懷孕並生下了特莉休。但她沒有試圖尋找迪亞波羅，而是作為一位單親媽媽和特莉休一起住在卡拉布里島。2001年，病入膏肓的多娜提拉通過委託希望“索利特·納索”與他的女兒相認。迪亞波羅才終於知道特莉休的存在。便命令執行官貝利可羅和布加拉提小隊護送特莉休前往威尼斯與他見面，然而，迪亞波羅其實不允許任何威脅處於頂點的自己的存在，為此企圖將可能對外透露出自身訊息的女兒特莉休除掉，在故事最後遭到布加拉堤小隊討伐，被喬魯諾的黃金體驗鎮魂曲攻擊，陷入不停重複死亡的狀況，並不得脫離。
其名字取自義大利語的惡魔。
是作者繼吉良吉影之後第二個喜歡的反派，在最喜歡角色中排名第四。
威尼卡·托比歐（Vinegar Doppio）
配音：宮本充（日本・動作遊戲）；石田彰（日本・ASB、EOH）；齊藤壯馬（電視動畫）；喬資淯（台灣）
「老闆」的另一個人格，相貌是個15歲左右的少年，與主人格的迪亞波羅是主從關係，以為自己是「老闆」的心腹，但在暴露出其身為迪亞波羅的真面目後會立即由前者掌控身體，托比歐本身則不會記得迪亞波羅的任何事。與老闆的替身相同，但只能使用部分能力「墓誌銘」。結局因銀色戰車鎮魂曲的能力而困入布加拉提瀕死的身體中，抵抗不及便被米斯達開槍打死。
其名字取自義大利語的醋，姓氏則為義大利語的「雙重」之意。
緋紅之王（克里姆王）（King Crimson）
【破壞力-A / 速度-A / 射程距離-E / 持久力-E / 精密度-? / 成長性-?】
近戰人型替身，頭部有著另外一張臉「墓誌銘（Epitaph）」。擁有「時間刪除」的能力，可以透過刪除時間得到許多效果，其每次發動最大影響範圍是10秒。在刪除時間的期間，所有的人和物都只能按照既定的目標行動，無法對緋紅之王任何行動進行反應與反抗，能夠在刪除的時間內自由行動，如同停止時間般封鎖對手視線等行動(在動畫第37話就證明了這點)。並且所有的行動都會被緋紅之王預知。「墓誌銘」可以在不發動時間刪除的前提下預知10秒內未來，並且一直連續發動堤防一切。
名稱來源是於1968年創立的英國搖滾樂團深紅之王，其另一能力「墓誌銘」則取自深紅之王的歌曲〈Epitaph (song)〉。
在北美配音版裡將此英文名稱改為Emperor Crimson。
波爾波（Polpo）
配音：岸祐二（日本・動作遊戲）；石川英郎（日本・電視動畫）；梁興昌（台灣）
黑手黨組織「熱情」的幹部，負責審核組織的新入成員，在組織中直接接受老闆的命令，並負責「與替身使者有關」的任務。是個體型巨大的大漢，他因一項未公開的罪行入獄，但由於其影響力巨大，他將自己的牢房變成了一個豪華的房間。之後，他一直在牢房的安全環境中監視著自己的領地，並負責招募人員加入幫派，並使用老闆給他的箭將熱情招募的新人黑幫變成替身使者。表面上是被關在監獄裡、但實際上是住在裡頭，對警察和獄卒都有巨大的影響力。波爾波的舉止就像一個典型的黑手黨老大，展現出和藹可親的一面，欣賞各種藝術作品，引用哲學家的名言，並談論美食。表面上非常重視誠信，並聲稱這是優秀黑幫成員最重要的特質。但實際上只是把下屬視為「可以利用的狗」。並認為即使是上帝也不會反對因不尊重他人而殺人。曾對喬魯諾表示黑道之間最重要的是「信任」，最忌諱的是「侮辱」。其替身因殺了喬魯諾學校裡的清潔工，讓喬魯諾相當憤怒，替身被喬魯諾與廣瀨康一擊敗，第二天，喬魯諾帶著點燃的打火機回來了。波爾波歡迎喬魯諾加入組織，並將他分配到布加拉提小隊。並舉杯向喬魯諾敬酒，但喬魯諾卻一言不發地離開了。波爾惱怒地猜測喬魯諾是不是已經成了替身使者，但他確信喬魯諾一定會派上用場。波爾波無意中用喬魯諾偽裝成香蕉的槍射中了自己的嘴爆頭身亡，他所持有的箭也毀於一旦。這是喬魯諾對他的替身黑色安息日害死了一位無辜老人的報復。遠離現場的喬魯諾告訴他「好好享用最後一餐」。由於他死亡時無人在場，因此死因被認為是自殺。波爾波生前累積了大量寶藏，將貴重物品變成珠寶，並委託布加拉提將寶藏藏在安全的地方。
其名字取自義大利語的章魚。
黑色安息日（Black Sabbath）
【破壊力-E（壓制時則為A） / 速度-A / 射程距離-A / 持續力-A / 精密度- E / 成長性- E】
遠距離自動操縱型替身，形象是一個巨大，頭戴威尼斯嘉年華面具的人形生物，身穿深色蕾絲斗篷，頭戴威尼斯帽。它的身體佈滿了細小的繩索，給人一種針腳的印象。它的手和領子上也帶有箭的圖案。只能在影子之間移動，可在影子交會時移動。能用手奪取別人的靈魂，若對方是替身使者則會抽出替身。能從口中射出『箭』，射穿對手靈魂引出替身能力，若無法適應則直接死亡。黑色安息日在陽光下極其脆弱，即使只是部分暴露在陽光下也會使其感到劇烈疼痛，也因此它的行動被限制在陰影中。為了逃脫，替身必須再次觸碰陰影並躲藏其中。:: 名稱的由來是英國搖滾樂團黑色安息日。它的設計靈感源自威尼斯服飾，尤其受到卡薩諾瓦作品和死神形象的啟發。帽子和圍巾的邊緣設計讓人聯想到中世紀義大利。
努恩佐·貝利可羅（Nunzio Pericolo）
配音：伊藤健太郎（日本・動作遊戲）；辻親八（日本・電視動畫）；張騰（台灣）
黑手黨組織「熱情」的老年幹部。在小說《不知恥的紫煙》中，他有一個名叫吉安盧卡的兒子。過去由於受到老闆的幫助治癒了吉安盧卡的絕症，心懷感激而帶著吉安盧卡一同效忠熱情組織，在布加拉提回收波爾波遺產時於卡布里島登場，在確認價值後宣布了布加拉提晉升幹部的訊息，並立即下達老闆的指示要布加拉提小隊保護特莉休。然後開槍自殺，以免被敵人抓住審訊。不是替身使者，但知道替身的存在。對組織極為忠誠，他透過憂鬱藍調斯重現了他在烏龜房間裡的身影。在傳達了一張OA-DISC藏在雕像裡的訊息後，他燒毀了OA-DISC所在位置的照片，為了保護秘密而舉槍自盡，遺言中感謝老闆與組織帶給他豐富精彩的人生。不幸的是暗殺小隊的成員們還是拼湊出了照片，追捕布加拉提小隊到下一個地點。
其名字取自美國歌手與電視明星派瑞·寇摩，同時「Pericolo」在義大利語中有「危險」之意。

### 其它人物
Man X（Man X）
於喬魯諾回憶中登場某個幫派頭目。曾在與另一個幫派械鬥中受傷並躲藏在巷子裡，童年時期的喬魯諾在放學回家時發現了他。無意識地使用替身讓草遮住男子的身體免於被追殺他的黑幫發現。男子承諾要報答喬魯諾的救命之恩。並解決了喬魯諾遭受繼父虐待以及鄰裡不良少年騷擾和霸凌的問題。此後，他一直默默守護著喬魯諾。他視喬魯諾為平等的朋友，教導他真誠的心和信任他人的重要性，被喬魯諾視為英雄。渴望成為像他一樣的黑幫老大，並開始夢想加入幫派。
烏龜(Coco Jumbo)（Coco Jumbo）
一隻具有替身能力的烏龜，是老闆為了保護女兒而派出來的。受過訓練、只要將鑰匙放在甲殼上的凹槽就會啟動替身，最初被幹部貝利可羅之前放置的那不勒斯火車站。布加拉提很快就發現烏龜背上的鑰匙孔，並意識到了這是它的替身能力。在冒險過程中，作為布加拉提小隊穿越義大利的房間，讓他們能夠潛入各種交通工具，並為受傷的主角提供安全的空間。在布加拉提和特莉休第一次與迪亞波羅相遇前，喬魯諾從Coco Jumbo身上提取DNA，並利用黃金體驗將其製成一枚瓢蟲胸針，並作為追蹤裝置交給布加拉提。當布加拉提被迪亞波羅重傷且手機遭到摧毀的那一刻，喬魯諾將胸針變回了Coco Jumbo的克隆體，並將老闆吸進它的身體，拖延了時間讓布加拉提找到機會帶特莉休一起逃跑。在《戰車鎮魂曲》的靈魂交換過程中，波魯那雷夫的靈魂被轉移到Coco Jumbo的體內。直到《戰車鎮魂曲》被消滅。Coco Jumbo在整個過程中倖存下來。波魯那雷夫後來以幽靈的身份永久地寄宿在了總統先生中。
總統先生（Mr. President）
【破壞力- E / 速度-E / 射程距離 - E / 持續力- A / 精密度- E / 成長性- E】
總統先生沒有任何戰鬥能力，但它擁有在烏龜體內佔據整個房間空間的能力，這使其成為非常有用的移動藏身之處。同時也是少有的需要一把鑲嵌在紅寶石中的華麗鑰匙插入龜殼的凹槽才能啟動的替身。在啟動替身後，其他人可以進入烏龜內的特殊空間。該空間寬敞、舒適，有沙發、冰箱、網際網路等設備。是良好的庇護所。不過房間裡沒有浴室和廁所。只要用手靠近鑰匙，就能「沉入」Coco Jumbo內部，發現自己身處其中一間普通的房間。相反，只要抬起手臂，房間裡的人就能離開烏龜。從龜殼的凹陷處拔出鑰匙，房間裡的人就會被強行彈出。鑰匙上的寶石可以讓人們從房間天花板的兩側窺視，儘管外面的人可能會覺得他們非常小，而裡面的人則會看見比他們高很多倍的人。這可能表明人們實際上會縮小以適應 Coco Jumbo的體積。缺點是替身無法完全保護其內部人員免受外界攻擊，因此像壯烈成仁的老化能力或青春歲月黴菌的影響也會滲透到房間中。
它的替身和本體最初沒有被命名，只是被稱為“烏龜替身” 。期間替身暫定名為「T-Rex」，後來，在《JOJO A-GO!GO!》中正式命名為「總統先生」。烏龜則被命名為「Coco Jumbo」。
名稱由來是德國的歐陸舞曲樂團Mr. President。替身所需的特殊鑰匙的靈感來自於龜殼上的圖案。
多娜提拉·烏納（Donatella Una）
配音：早水理沙（日本・電視動畫）
特里休已故的母親，僅在照片裡和回憶片段短暫登場。過去在前往薩丁尼亞島觀光期間，邂逅當時化名「索里多·納索（Solido Naso）」並以托比歐人格狀態活動的迪亞波羅，與他交往並生下特里休，病故前告知特里休生父的訊息。
保羅·布加拉提（Paoro Bucharati）
配音：拝真之介（日本・電視動畫）
布加拉提的父親，是一位不愛社交但正直善良的漁夫，竭盡所能保護家人免受世間的殘酷。原本以為兒子布加拉提長大後也會像自己一樣成為漁夫，但在與妻子離婚後，他希望布加拉提能去城裡一所好學校上學，於是他勤奮工作，為布魯諾提供學費。假日就用自己的船載遊客和其他漁民。在無意中目睹了黑幫之間的毒品交易並因此受到傷害，布加拉提加入「熱情」組織，以此換取對父親的保護。五年後他因傷口併發症去世。諷刺的是，布加拉提很快就發現，「熱情」組織的老闆正是義大利毒品的來源。
布加拉提的母親
配音：清水春香（日本・電視動畫）
本名不詳。是一位非常溫柔的女性。童年的布加拉提喜歡和她說話，也喜歡她讀睡前故事。但在布加拉提七歲那年與丈夫決定離婚，打算到城裡生活。她試圖說服布加拉提和她一起離開，但布加拉提選擇跟隨父親，因為他知道父親是他們離別中最難過的人。她為兒子的善良感到驕傲，但也希望兒子這種過度體恤他人悲傷的善良不會為他帶來不幸。兩年後與一位米蘭男子再婚。到布加拉提十二歲時，母子兩人只會在聖誕節見面。
在小說《不知恥的紫煙》中，特莉休因為工作來到布加拉提的家鄉並拜訪了布加拉提與父親保羅的墳墓，在那裡與布加拉提的母親相遇。
史可里皮（Scolippi）
配音：木内秀信（日本・動作遊戲）；野島健兒（日本・電視動畫）；宋昱璁（台灣）
一位在尾聲「沉睡的奴隸」中登場的雕塑家。戴著一頂以荊棘王冠為原型的冠冕。他是蒙特桑托廣場一位花店老闆女兒的男友。在女兒神秘自殺後，她的父親委託布加拉提進行調查。在米斯達的審問下，他透露布加拉提注定不久於人世，而他的替身正試圖在死亡來臨之前對他實施安樂死。他深知一個道理：因為他的能力，所有人都成了命運的奴隸。他比任何人都明白，命運是無法改變的。當米斯達尋求解決方案時，他告訴米斯達“如果能摧毀石頭，或許就能改變命運”，於是米斯達抓著石頭從七樓墜落摧毀了石頭。雖然追擊停止了，但石頭只是破碎，並變成了「布加拉提、阿帕基和納蘭迦三塊石頭」的形狀。他思考著布加拉提小隊「寧願走艱苦的道路，也不願安逸地死去」的意義。並對於米斯達願意為他的領袖獻出生命表示敬佩，祈禱著這幾人艱苦奮鬥能夠有所回報。
其名字取自義大利料理小牛肉片。他頭戴的荊棘冠冕和手上被米斯達擊中的槍傷，會讓人聯想到耶穌基督和他的聖痕。
滾石（Rolling Stone）
【破壞力-無 / 速度-B / 射程距離-A / 持續力-A / 精密度-E / 成長性-無】
全自動操作型，一顆外表與普通石頭無異上面用漢字寫著「凶」的圓型大石頭。會變成「註定要死」之人死時的模樣，並自動追蹤該人，但不會展開攻擊。當那人碰到石頭時就會不受到任何痛苦地安樂死，雖然它是一個替身，但也可以透過與石頭或子彈的碰撞而摧毀。它的能量來源是不可抗拒的“命運”，即使是本體史可里皮也無法控制。如果目標以外的任何人破壞了石頭，他們就能避免被滾石實施安樂死，但由於它只針對那些即將面臨死亡的人，因此逃脫安樂死並不意味著他們能夠倖存，而是會以一種並非安樂死的殘酷方式死去。比起其他擁有攻擊能力的替身，更像是種預言命運的象徵。
名稱由來是英國搖滾樂團滾石樂隊。能力是受到米開朗基羅的故事的啟發。

### 前作人物
廣瀨康一（Hirose Koichi）
配音：夏樹莉緒（日本・動作遊戲）；朴璐美（日本・ASB、EOH）；梶裕貴（日本・電視動畫）；喬資淯（台灣）
《不滅鑽石》的主要人物之一，只在故事開頭登場。接受承太郎的委託，調查DIO的兒子──喬魯諾的事，一到義大利便被喬魯諾騙走行李，為追回護照找到喬魯諾的宿舍，剛好碰到喬魯諾接受入幫考驗，最後因喬魯諾閃躲康一導致黑色安息日現身，在黑色安息日一戰後，認定喬魯諾具備喬斯達一族的正義之心，便不再繼續調查。
回音 Act 3（Echoes Act 3）
射程距離只有短短的五公尺，但能將目標物以重力壓制住。
空条承太郎（Kujo Jotaro）
配音：稻田徹（日本・動作遊戲）；小野大輔（日本・ASB、EOH、電視動畫）；梁興昌（台灣）
《星塵鬥士》的主角，在故事開頭及回憶中登場。得知喬魯諾是DIO的兒子後、委託康一調查喬魯諾。
約翰·皮耶爾·波魯納雷夫（Jean Pierre Polnareff）
配音：小松史法（日本・動作遊戲、ASB、EOH、電視動畫）；孫誠（台灣）
《星塵鬥士》的主要人物之一，在第三部的故事結束之後，與承太郎分頭行事，在歐洲及非洲地區追查箭的下落並偶遇老闆與其戰鬥，因戰敗而下半身癱瘓。
在故事終盤登場，與喬魯諾等人聯繫上，共同對抗老闆，但卻被老闆先發制人，雖然他在癱瘓後也具有卓越的戰鬥能力，卻仍不敵老闆，肉體被老闆殺死，然而靈魂因為自己的替身能力「銀色戰車鎮魂曲」被轉移至烏龜之中，也因烏龜的能力而讓靈魂保留在烏龜的體內，不被強制脫離。最終成為組織的參謀。
銀色戰車（Silver Chariots）
身覆盔甲的騎士，手持西洋劍以高速劍技進行攻擊。卸下盔甲可提高速度。
銀色戰車鎮魂曲（Silver Chariots Requiem）
【破壞力-E / 速度-E / 射程範圍-A / 持續力-A / 精密度-E / 成長性-A】
「蟲箭」穿透波魯那雷夫的銀色戰車後所進化的新替身。完全籠罩在陰影之中，看起來是個通體漆黑。頭戴一頂大帽子的高大人形，由於已完全實體化，因此普通人可以看到並與之互動。它的臉上似乎有一隻巨大的空洞眼睛，下方有一個箭頭狀的標記。布加拉提甚至形容它的外觀類似於「黑色塑膠」。波魯那雷夫獲知此能力時，精神與體能都已大幅下降，而無法控制此替身。擁有讓周圍所有生物沉睡的能力，交換沉睡者的靈魂，最終將它們轉化為「其他東西」。他繼承了波魯那雷夫守護蟲箭的意志，會反擊任何試圖竊取蟲箭的人的攻擊，甚至使他們的替身失控攻擊本體。如果對方沒有攻擊意願，且非替身使用者試圖竊取蟲箭，他就會親自攻擊敵人。雖然它看起來像是一個替身，但實際上是所有生物的“靈魂之影”，無論從哪個方向看，鎮魂曲的影子都似乎朝著“與自身相反的方向”延伸。這是因為它是由每個人（或更準確地說，是他們的靈魂）身後一個類似太陽的光源投射而來的。任何注視鎮魂曲的人看到的並非鎮魂曲的外表，而是自己的靈魂，攻擊它就等於攻擊自己的靈魂。由於所有針對自身靈魂的攻擊都是針對自身的，因此擊敗鎮魂曲的唯一方法就是親手摧毀他身後的光源。在動畫中，這個光源為一個金色的球體，透過物理性地摧毀可以使鎮魂曲失效。
它的設計形象基於拜訪了奧地利作曲家沃夫岡·阿瑪迪斯·莫札特，並委託他創作《安魂曲》的人，由於身穿漆黑衣服、形似死神。因此銀色戰車鎮魂曲是雌雄同體的人形替身。

### 小說《不知恥的紫煙》登場人物

#### 組織成員
席菈·卡佩茲特（Scilla Capezzuto）
15歲的少女，十分景仰喬魯諾。擁有過人的意志力及頭腦，特技是能以敏銳的嗅覺追蹤被替身「狂躁抑鬱」所影響的人類。
之所以加入組織是為了向殺死姐姐的兇手復仇，也就是暗殺小隊的伊魯索。在本作中自稱為席菈E（E代表Erinni，希臘神話中的三位復仇女神）=。替身攻擊的狀聲詞為「欸哩欸哩欸哩！」，與福葛、穆羅洛三人奉命討伐毒品小隊。
巫毒之子（Voodoo Child）
被毆打的地方會出現嘴唇。物體上的嘴唇會說出殘存在此處的人們的心聲，人體上的嘴唇則會痛罵該人深層心理的秘密。
名稱的由來是吉米·罕醉克斯的歌曲〈Voodoo Child〉。
康諾羅·穆羅洛（Cannolo Murolo）
32歲，穿著復古的情報小隊成員，曾向暗殺小隊洩漏過「老闆」的情報。性格自大且神經質，常對夥伴頤指氣使，也不輕易信賴他人。此行目的除了消滅毒品小隊以外，還有銷毀被毒品小隊藏起來的石鬼面。
其名字「Cannolo」取自奶油甜餡煎餅卷。
永恆的守望塔（All Along Watchtower）
附身于撲克牌上的替身。組成牌塔後，牌會長出四肢化為人樣，並將本體想知道的事以舞台劇表演出來；不過舞台劇易受本體的精神狀態影響而變得荒誕、難以解讀。五十三張牌（黑桃、紅心、梅花、方塊各13張，加鬼牌一張）都能各自行動。
名稱的由來是吉米·罕醉克斯的歌曲〈All Along the Watchtower〉。

#### 毒品小隊
伍拉迪米爾·科加其（Vladimir Kocaqi）
70歲老人，毒品小隊的首領，也是組織幹部之一。表面上和藹可親，實際上老謀深算。原本以替身能力擊敗福葛和席菈，後來卻被福葛反過來運用其能力反殺，被紫煙的病毒感染而戰死。
雨天迷夢（Rainy Day,Dream Away）
霧雨狀的替身。能將對手的感覺固定住。
名稱的由來是吉米·罕醉克斯的歌曲〈Rainy Day,Dream Away〉。
維特里奧·卡塔爾帝（Vittorio Cataldi）
全身多處自殘傷痕的16歲少年。相當重視夥伴，在得知科加其戰死後顯露出悲傷和憤怒的情緒，為了幫助自己的小隊勝利而跑去找石鬼面，遇上穆羅洛的攔截，因為穆羅洛「永恆的守望塔」的護身無法成功傷害其本體，最終不斷自殘傷重而死。
洋娃娃匕首（Dolly Dagger）
附身在匕首上的替身。受傷時可以將七成傷害轉移到倒映在刀刃的物體。本體還是要吞下三成。受傷的種類不限，不論是槍擊或病毒感染帶來的損傷都能反彈回去。卡塔爾帝戰鬥時便是以該匕首自殘，將傷害轉移給敵人。
名稱的由來是吉米·罕醉克斯的歌曲〈Dolly Dagger〉。
安潔莉卡·阿塔納西歐（Angelica Attanasio）
重度毒癮的16歲少女。患有罕見的「血液倒刺症」，只能用毒品來緩解病帶來的痛苦。對馬希莫抱有愛慕和感激之情，以替身操控人群成功重創福葛，卻仍不敵紫煙的病毒而戰死。
夜鳥飛翔（Nightbird Flying）
小鳥形狀的自動追蹤型替身。能追蹤對手的靈魂令他們陷入重度的毒品成癮症狀。
名稱的由來是吉米·罕醉克斯的歌曲〈Night Bird Flying〉。
馬希莫·波爾沛（Massimo Volpe）
毒品小隊的核心成員，同時也是整部小說的最終Boss，25歲，外貌為穿著冬服的長髮男子，福葛的大學同學，也是第四部不滅鑽石中登場的廚師托尼歐的弟弟。因為家族家道中落而將自己「賣」給組織，因為其替身能力帶來的龐大商機而得到迪亞波羅的重用。以替身能力強化自己肉體並重創席菈，最終與福葛對峙，被進化過後的紫煙破音殺死。
其名字「Massimo」和姓氏「Volpe」分別為最大值和狐狸的義大利語。
狂躁抑鬱（Manic Depression）
促進對手的生命力過剩，像嗎啡一樣強化身體，但也有可能令身體機能暴走而自滅。也可以將能力灌注於鹽，使其變成毒品，可維持約半個月。
名稱的由來是吉米·罕醉克斯的歌曲〈Manic Depression〉。

## 用語
熱情組織（Passione）
喬魯諾所在的幫派。該幫派由迪亞波羅創立。據布加拉提所述，該組織共有756名成員，包括老闆本人、手下、護衛，以及數名高階主管和團隊。老大的真實身分是個秘密，就連高階主管和護衛都不得而知，任何試圖揭露老大真實身分的人都將面臨死刑。例如暗殺小隊由於對與工作不符的報酬感到不滿，兩名同伴索爾貝和杰拉德僅僅因為調查老大就被殘忍殺害。老大只與他最信任的得力助手（參謀）溝通。實際上，因為老闆迪亞波羅擁有雙重人格，他的第二人格托比歐自認為是老大的得力助手，並在迪亞波羅的指導下行事。他們主要活躍於義大利各地，透過經營旅館、港口運輸公司、建築公司、殯儀館、餐廳和賭場賺錢，其中大部分收入來自賭博和毒品。毒品雖然被禁止，但卻被濫用。自他們成立以來，歐洲各地的毒品犯罪和死亡人數增加了約20倍。加入該組織的方法之一是與幹部之一波爾波見面並通過測試。然而，其目的是透過箭的試煉來增加替身使者的數量；如果能成為替身使者那就足夠了，而且如果認真完成測試仍然有用，但如果你失敗並放棄加入，或者即使你被箭射死也無所謂，所以這其實是一個殘酷的制度。新加入的成員會收到一枚徽章作為會員資格的證明。向組織繳納巨額貢金的成員將獲得表彰，並有機會成為幹部。故事中，幹部波爾波因為去世留下一個空缺，布加拉提將價值6億日元的珠寶（波爾波的隱藏資產）支付給幹部貝力可羅，成為那不勒斯的新幹部。迪亞波羅在最終決戰中被擊敗後，喬魯諾成為了新老闆。在小說《不知恥的紫煙》中，故事深入探討了他的崛起之路，講述了他最初以「正義之賊」的身份對抗現有組織，獲得支持，後隨著組織的擴張和基礎的建立，他研發出了一種藥物。這種藥物是由他的替身創造的特殊藥物。
鎮魂曲（Requiem）
當替身被喚醒替身能力的「箭」進一步刺穿時，覺醒的替身便成形了。波魯那雷夫的銀色戰車和喬魯諾的黃金體驗各自演變成不同的鎮魂曲。波魯那雷夫提出了病毒進化論，指出「箭」帶來的替身能力是病毒選擇的副產品。他也推測，只有強大的替身使用者才能發揮鎮魂曲的真正威力。事實上，當波魯那雷夫無法恢復戰鬥能力時，他無法控制鎮魂曲的巨大威力，導致鎮魂曲失控。

## 話數列表
| 卷数 | 日文標題 | 中文標題                                 | 日文話數 | 中文話數 |
| ---- | -------- | ---------------------------------------- | -------- | --- |
| 47   |          | 再見杜王町—黃金之心之卷                  |          | 黃金體驗其①～③ 布加拉提來了其①～③                                                                                 |
| 48   |          | 我的夢想是成為流氓巨星之卷               |          | 布加拉提來了其④～⑤ 前往會見監獄中的流氓其①～② 流氓入門其①～⑤                                                      |
| 49   |          | 目標是波爾波的遺產！之卷                 |          | 流氓入門其⑥ 5（FIVE）＋1（ONE） 目標是波爾波的遺產！ 柔軟機器之謎 其 ①～② 憂鬱藍調的反擊其①～② 性感手槍登場其①～② |
| 50   |          | 布加拉提幹部：老闆下達的第一指令之卷     |          | 性感手槍登場其③～⑥ 六億圓的藏匿地點 布加拉提幹部：老闆下達的第一指令 納蘭迦的史密斯飛船其①～③                     |
| 51   |          | 老闆下達的第二指令：「取得鑰匙吧！」之卷 |          | 納蘭迦的史密斯飛船其④～⑧ 老闆下達的第二指令：「取得鑰匙吧！」 鏡中人與紫煙其①～③                                  |
| 52   |          | 前往佛羅倫斯的超快速列車之卷             |          | 鏡中人與紫煙其④～⑦ 前往佛羅倫斯的超快速列車其①～② 壯烈成仁其①～③                                                  |
| 53   |          | 壯烈成仁之卷                             |          | 壯烈成仁其④～⑫ |
| 54   |          | 黃金體驗的反擊之卷                       |          | 娃娃臉其①～⑦ 前往威尼斯！ 到威尼斯的聖塔露琪亞車站取回「OA-DISC」！                                               |
| 55   |          | 登陸威尼斯作戰之卷                       |          | 白色相簿其①～⑦ 老闆下達的最後指令 布羅諾・布加拉提之少年時代                                                      |
| 56   |          | 充滿幹勁的「G」之卷                      |          | 罪惡王者之謎其①～⑥ 充滿幹勁的「G」 衝擊及臉部特寫其①～②                                                           |
| 57   |          | 無飛行代號！揭穿老闆的過去之卷           |          | 衝擊及臉部特寫其③～⑦ 無飛行代號！前往薩丁尼亞島 惡名昭彰的B・I・G其①～③                                           |
| 58   |          | 我叫托比歐之卷                           |          | 惡名昭彰的B・I・G其④～⑥ 辣妹其①～② 薩丁尼亞島暴風雨警報！ 我叫托比歐其①～③ 罪惡王者VS.金屬製品其①                 |
| 59   |          | 在那看似即將落下的天空底下之卷           |          | 罪惡王者VS.金屬製品其②～⑥ 在那看似即將落下的天空底下 PRONTO！通話中其①～② 目的地是羅馬競技場！                    |
| 60   |          | 前往會見競技場之男！之卷                 |          | 「青春歲月」與「綠洲」其①～⑨                                                                                      |
| 61   |          | 其名為迪亞波羅之卷                       |          | 「青春歲月」與「綠洲」其⑩～⑭ 其名為迪亞波羅其① 不算太久以前的故事 其名為迪亞波羅其② 在「箭」之前更先存在的東西    |
| 62   |          | 安魂曲沉靜地演奏著之卷                   |          | 安魂曲沉靜地演奏著其①～⑧ 迪亞波羅現身其①～③                                                                       |
| 63   |          | 沉睡的奴隸之卷                           |          | 迪亞波羅現身其④～⑤ 王中之王 黃金體驗安魂曲其①～④ 尾聲「沉睡的奴隸」 沉睡的奴隸其①～⑤                              |

## 出版書籍
單行本
| 冊數 | 集英社        | 集英社             |
| 冊數 | 發售日期      | ISBN               |
| ---- | ------------- | ------------------ |
| 48   | 1996年7月4日  | ISBN 4-08-851898-5 |
| 49   | 1996年9月4日  | ISBN 4-08-851899-2 |
| 50   | 1996年11月1日 | ISBN 4-08-851119-1 |
| 51   | 1997年2月4日  | ISBN 4-08-851120-7 |
| 52   | 1997年4月4日  | ISBN 4-08-872039-5 |
| 53   | 1997年6月4日  | ISBN 4-08-872040-1 |
| 54   | 1997年9月4日  | ISBN 4-08-872174-3 |
| 55   | 1997年11月4日 | ISBN 4-08-872175-0 |
| 56   | 1998年1月9日  | ISBN 4-08-872501-7 |
| 57   | 1998年3月4日  | ISBN 4-08-872526-0 |
| 58   | 1998年6月4日  | ISBN 4-08-872562-8 |
| 59   | 1998年8月4日  | ISBN 4-08-872588-8 |
| 60   | 1998年10月2日 | ISBN 4-08-872613-7 |
| 61   | 1999年1月8日  | ISBN 4-08-872652-6 |
| 62   | 1999年3月4日  | ISBN 4-08-872680-9 |
| 63   | 1999年4月30日 | ISBN 4-08-872709-7 |

文庫版
| 冊數 | 集英社        | 集英社             |
| 冊數 | 發售日期      | ISBN               |
| ---- | ------------- | ------------------ |
| 30   | 2005年3月18日 | ISBN 4-08-618301-3 |
| 31   | 2005年3月18日 | ISBN 4-08-618302-1 |
| 32   | 2005年5月18日 | ISBN 4-08-618303-X |
| 33   | 2005年5月18日 | ISBN 4-08-618304-8 |
| 34   | 2005年6月17日 | ISBN 4-08-618305-6 |
| 35   | 2005年6月17日 | ISBN 4-08-618306-4 |
| 36   | 2005年7月15日 | ISBN 4-08-618307-2 |
| 37   | 2005年7月15日 | ISBN 4-08-618308-0 |
| 38   | 2005年8月10日 | ISBN 4-08-618309-9 |
| 39   | 2005年8月10日 | ISBN 4-08-618310-2 |

## 衍生作品

### 小說
- 《JOJO的奇妙冒險II黃金之心/黃金戒指》（ジョジョの奇妙な冒険IIゴールデンハート/ゴールデンリング）（宮昌太朗、大塚戲馳、2001年）

| 集數 | 集英社        | 集英社            | 東立出版社   | 東立出版社            |
| 集數 | 發售日期      | ISBN              | 發售日期     | ISBN                  |
| ---- | ------------- | ----------------- | ------------ | --------------------- |
| 全   | 2001年5月28日 | ISBN4-08-703103-9 | 2009年4月9日 | ISBN978-986-10-3438-6 |

- 《不知恥的紫煙-JOJO的奇妙冒險-》（恥知らずのパープルヘイズ-ジョジョの奇妙な冒険より-）（上遠野浩平、2011年、JUMPjBOOKS）
- 2011年9月16日發售、ISBN978-4-08-780616-8
- 2014年3月19日發售、ISBN978-4-08-703310-6（新裝版）

JOJO的奇妙冒險II黃金之心/黃金戒指
衍生小說。故事敘述福葛脫離布加拉提後的故事，脫離布加拉提後的福葛已是自暴自棄的存在，就在此時接到老闆迪亞波羅的任務，要福葛與老闆的手下一起行動，以殺掉布加拉提小隊為條件來證明沒有背叛老闆，而在另一處一位在旅館工作的少女，將會帶來怎麼樣的故事呢，福葛又要如何面對老闆的任務？福葛的抉擇將是？
不知恥的紫煙-JOJO的奇妙冒險-
衍生小說。故事敘述喬魯諾打敗老闆迪亞波羅並當上老闆後的故事：米斯達找上福葛，傳達喬魯諾要福葛與少女席菈E、老派又神經質的穆羅洛一同前往西西里掃蕩毒品小隊。毒品雖然是組織的重要資金來源，這支小隊卻連當初的迪亞波羅都難以掌控，清除他們表面上是福葛作為背叛者贖罪的任務，實際上喬魯諾又為何要福葛當擔此任，真正的用意是什麼？

### 遊戲
《黃金旋風》是由卡普空在2002年7月25日發行、於PS2上運行的動作角色扮演遊戲。

## 備註
1. ↑  關於布加拉堤小隊全都是美男子型角色這一點，作者回憶到“我覺得是有意識地想到SMAP和傑尼斯等”。
2. ↑  在《JoJo A-Go! Go!》以及動畫版設定改為C
3. ↑  動畫版改為C
4. ↑  動畫版設定為B
5. ↑  動畫版設定為B
6. ↑  動畫版設定為B
7. ↑  在《JoJo A-Go! Go!》中設定為C。動畫版則設定為B
8. ↑  最初大然版漫畫音譯為克里姆王，而後來東立版本誤譯為罪惡王者，可能是譯者將Crimsone（深紅）當成crime（罪）。